# Saulcy-sur-Meurthe
Pour les articles homonymes, voir Saulcy.
Saulcy-sur-Meurthe est une commune française située dans le département des Vosges en région Grand Est.
Ses habitants sont appelés les Salixiens.

## Géographie, aspects géophysiques

### Localisation
C'est la première agglomération traversée par la D 415 en quittant Saint-Dié-des-Vosges par la voie rapide en direction de Gérardmer ou de Colmar. Le trafic important génère parfois des bouchons, particulièrement en fin de week-end mais le remplacement des feux tricolores par un giratoire a rendu la circulation plus fluide.
L'habitat déterminé depuis deux siècles par cet axe principal, doublé d'une voie ferrée depuis 1875, aujourd'hui anecdotique, est encore assez dispersé, bordant l'ancienne nationale, la départementale D 58 et les voies menant aux quartiers de Claingoutte, du Moncel ou d'Anozel. Seuls les hameaux des Censes et du Pair, au nord respectivement en rive gauche et droite sur des terrasses alluviales de la haute vallée de Meurthe, se détachent réellement de l'agglomération reconstruite après guerre.
Saulcy-sur-Meurthe est traversée par la rivière Meurthe, comme son nom officieux puis officiel l'indique depuis le milieu du XIXe siècle. À l'aval la commune de Sainte-Marguerite est aussi installée au bout de la vallée de la Fave, et à l'amont, Saint-Léonard s'étale de part et d'autre de la grande prairie. Sur le flanc oriental les collines appartiennent à Entre-deux-Eaux, alors que sur ou au-delà du Kemberg, du col d'Anozel ou du long massif des Faîtes, séparant ici la val de Meurthe du haut vallon du Taintroué, se place la vaste commune de Taintrux. Saint-Dié n'est limitrophe de Saulcy qu'à l'extrême nord-ouest, sur un secteur forestier et montagneux du Kemberg, à proximité du lieu-dit des Trois fauteuils.

### Limites communales et caractéristiques du relief
Les altitudes y varient de 359 m dans le fonds des gravières proche de la Meurthe à 740 m d'altitude, point culminant de la commune dans le massif du Kemberg, près de la Roche d'Anozel qui, sur la commune de Taintrux, à plus de 761 m, offre un large panorama sur Saulcy-sur-Meurthe.
La commune de Saulcy ne possède qu'une partie du flanc oriental du massif du Kemberg. Au nord des terres des anciennes granges du Ménil, se trouve le point triple réunissant les limites communales de Saint-Dié, de Sainte-Marguerite et de Saulcy au sud. La haute forêt déodatienne laissant à Saulcy le secteur des Trois fauteuil, espace septentrionale de la forêt domaniale de Kemberg-Langchamps occupent l'amont du fond de Foucharupt, alors que les collines margaritaines plus basses que le haut du bois de Bosey ou des Rapailles culminant sur Saulcy à plus de 454 m d'altitude a gardé les mêmes appellations qu'au voisinage du Ménil ou du hameau des Censes en contrebas au sud du petit massif du Bozey sur Saulcy. La vallée de la Meurthe, ici de l'ordre de 900 mètres à peine, est franchie en petit zig-zag entre le contrefort du Bois du Bozey et l'ancien hameau dit "Le Pair", dont le développement urbanisé ne fusionne qu'en partie avec le lotissement margaritain dense du Haut de Chaumont. À moins d'un kilomètre plus à l'ouest, l'espace encore champêtre de Saulcy sur un replat à plus de 390 m, voire 400 m d'altitude, bute déjà sur le noyau urbanisé de Remémont qui appartient à la commune de Entre-Deux-Eaux. La limite communale devenue forestière vers le sud se resserre ensuite sur Mialefosse à l'est du bois de Remémont et un peu moins vers les hauteurs, à l'ouest du bois de la Planchette, vers 488 m d'altitude. Dans ce secteur, le Hautmont, emblématique du Vieux Saulcy, et culminant à plus de 473 m, n'est plus qu'un petite hauteur boisée, encore accessible par deux vieux chemins autrefois pastoraux, le chemin de la Calmuche et le chemin de la Petite Haumont. Le Hautmont, s'élevant au-dessus du canal de dérivation de la Meurthe vers le Pair, correspondait sur l'autre rive du couchant avec le Hadremont et le Bois du Bosey, dans ce secteur étroit de la Meurthe, autrefois sacré car soumis aux inondations ou résurgences phréatiques d'essence divine.
La limite communale avec Entre-deux-Eaux se poursuit sur les rebords de plateaux à plus de 800 mètres à l'ouest de la ferme de La Tourniolle, dans les anciens "prés saint Jean". Un relief mollement ondulé oscillant entre 460 m et 470 m d'altitude marque ces collines, et la limite zigzaguante, conservant les parcelles de vieux champs, redescend vers le sud-est englobant Flangoutte et Régimont, et rejoint le fond des vallées prairies d'Entre-deux-Eaux et Mandray, entre 396 m et 399 m d'altitude. Au sud de Régimont, à l'abri des inondations sur une terrasse à 420 m, se rejoignent sur le territoire communale de Saulcy le ruisseau de la Mie et la Mandrezelle, laissant 200 mètres à l'aval, leur confluence avec le ruisseau de Mandray, déjà présent plus au sud. L'extrême sud de la commune de Saulcy jusqu'en limite de Meurthe formant un sursaut en rebord avoisinant 400 m d'altitude est une plaine entre 396 m et 398 m d'altitude, relevée de quelques mètres à peine au nord. La Meurthe et ses diverses dérivations sont franchies dans cette vaste plaine, nommée "Launa", bien au nord de la "Grande Mardichamps" et de Contramoulin, sur la commune de Saint-Léonard. Et la limite d'arriver aux abords de l'Anoux au sud de Claingoutte, dont la rive est surélevée de quelques mètres relativement à l'autre rive, drainée vers l'autre côté de Meurthe relativement plus effondré.
| Saint-Dié-des-Vosges | Sainte-Marguerite  |                 |
| Taintrux             | Saulcy-sur-Meurthe | Entre-deux-Eaux |
|                      | Saint-Léonard      |                 |

Le col d'Anozel communiquant avec le haut val du Taintroué, en limite de la commune de Taintrux  ne dépasse qu'à peine 448 m. Au sud, la limite communale partant le "Haut de Faîte" ne reprend en moyenne qu'une trentaine de mètre de surplomb, avant de s'avancer vers l'ouest d'abord sur un replat à 520 m et de descendre dans la haute vallée forestière du Taintroué, accaparant une grande part de la forêt de Kemberg-Langchamps, à l'est du hameau de La Bource. Les Hauts bois du sud-ouest de Saulcy culminent ainsi à 541 m d'altitude. La limite avec Saint Léonard part à quelques mètres du ruisseau Taintroué pour remonter à 470 m puis en évitant les Champs de la Pierre, regrimpe à 532 m en ligne de faîte avant de redescendre vers la vallée de la Meurthe vers l'est-nord-est, y parvenant au sud de Claingoutte.

### Espaces forestiers
La surface de la forêt communale est de 218 hectares, dont 90 ont été détruits à 100 % par la tempête de décembre 1999.

### Géologie
La rivière Meurthe traverse l'espace communal depuis des millénaires, en attestent les diluvium et terrains d'atterrissement comprenant les grandes roches anciennes du massif selon les géologues du XIXe siècle, granites et gneiss. En réalité, ce sont de vastes et profonds dépôts fluvio-glaciaires, à peine remaniés en surface pendant les derniers millénaires, qui caractérisent le fond de la vallée. Dans la plus grande partie amont, règnent encore sous les alluvions quaternaires récents les galets empilés de la Meurthe, formant un puissant aquifère. Plus au nord, vers Sainte-Marguerite, l'énorme flux porteur des fontes glaciaires, de plus en plus réduit, a ennoyé l'ensemble dans des sables en couches abondantes. La sous-strate rocheuse en grès rouge dite "Todt liegende Sandstein" dans le bassin germanique est presque partout observable, car nous sommes encore principalement dans le bassin permien plus local de Saint-Dié et du Villé, comme le prouvent les collines et monts gréseux. Mais à l'interfluve entre le bassin de la Fave et de la Meurthe, au niveau de ce que les Anciens nommaient "entre deux auves" ou entre deux eaux, affleure déjà en surélévation le socle de gneiss qui annonce le vaste socle primaire formé à la fin du Carbonifère. Précisément, au niveau du village de Saulcy se montrent les grès rouges, alors qu'il suffit de traverser sur l'autre côté occidentale de la vallée de la Meurthe pour que se dévoilent les grès vosgiens. Les hautes collines et montagnes en rive droite de la Meurthe sont formées de gneiss.

### Sismicité
Commune située dans une zone 3 de sismicité modérée.

### Hydrographie et eaux souterraines
Hydrogéologie et climatologie : Système d’information pour la gestion des eaux souterraines du bassin Rhin-Meuse :
Territoire communal : Occupation du sol (Corinne Land Cover); Cours d'eau (BD Carthage),
Géologie : Carte géologique; Coupes géologiques et techniques,
 Hydrogéologie : Masses d'eau souterraine; BD Lisa; Cartes piézométriques.
La commune est située dans le bassin versant du Rhin au sein du bassin Rhin-Meuse. Elle est drainée par la Meurthe, le ruisseau de l'Anoux et le ruisseau de Mandray,.
La Meurthe, d'une longueur totale de 160,6 km, prend sa source dans la commune du Valtin et se jette dans la Moselle à Pompey, après avoir traversé 53 communes.
Le ruisseau de l'Anoux, d'une longueur totale de 12,4 km, prend sa source dans la commune d'Anould et se jette dans la Meurthe sur la commune.

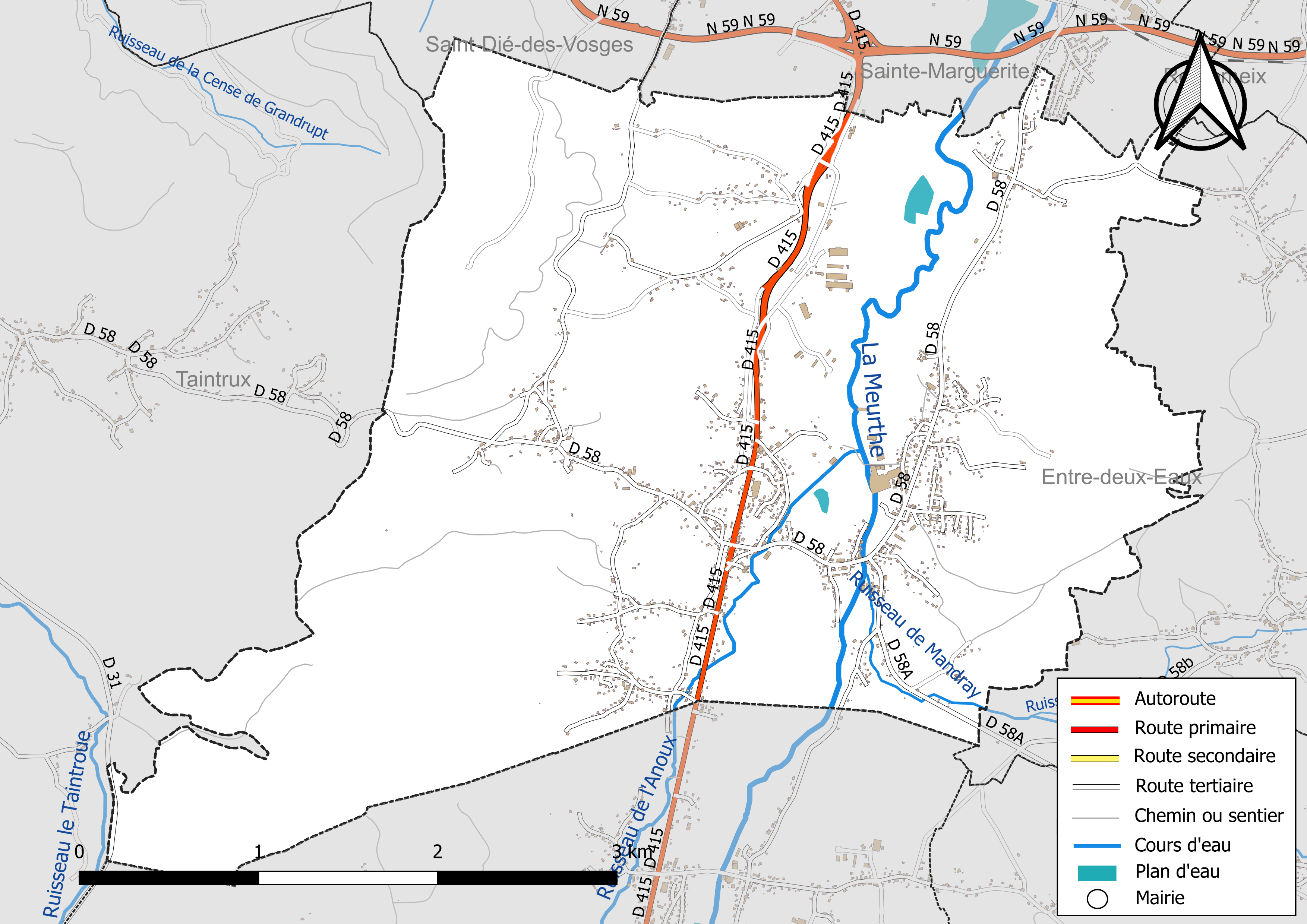
Réseaux hydrographique et routier de Saulcy-sur-Meurthe.

La qualité des cours d’eau peut être consultée sur un site dédié géré par les agences de l’eau et l’Agence française pour la biodiversité.

### Climat
Pour des articles plus généraux, voir Climat du Grand Est et Climat des Vosges.
En 2010, le climat de la commune est de type climat de montagne, selon une étude du Centre national de la recherche scientifique s'appuyant sur une série de données couvrant la période 1971-2000. En 2020, Météo-France publie une typologie des climats de la France métropolitaine dans laquelle la commune est exposée à un climat semi-continental et est dans la région climatique  Vosges, caractérisée par une pluviométrie très élevée (1 500 à 2 000 mm/an) en toutes saisons et un hiver rude (moins de 1 °C).
Pour la période 1971-2000, la température annuelle moyenne est de 9,5 °C, avec une amplitude thermique annuelle de 17 °C. Le cumul annuel moyen de précipitations est de 1 140 mm, avec 12,3 jours de précipitations en janvier et 10,8 jours en juillet. Pour la période 1991-2020, la température moyenne annuelle observée sur la station météorologique de Météo-France la plus proche, « Ban-de-Sapt », sur la commune de Ban-de-Sapt à 12 km à vol d'oiseau, est de 10,3 °C et le cumul annuel moyen de précipitations est de 1 027,3 mm. 
La température maximale relevée sur cette station est de 36,9 °C, atteinte le 7 août 2015 ; la température minimale est de −17 °C, atteinte le 19 décembre 2009,,.
Les paramètres climatiques de la commune ont été estimés pour le milieu du siècle (2041-2070) selon différents scénarios d'émission de gaz à effet de serre à partir des nouvelles projections climatiques de référence DRIAS-2020. Ils sont consultables sur un site dédié publié par Météo-France en novembre 2022.

## Urbanisme

### Typologie
Au 1er janvier 2024, Saulcy-sur-Meurthe est catégorisée bourg rural, selon la nouvelle grille communale de densité à sept niveaux définie par l'Insee en 2022.
Elle appartient à l'unité urbaine de Saint-Dié-des-Vosges, une agglomération intra-départementale regroupant 16  communes, dont elle est une commune de la banlieue,,. Par ailleurs la commune fait partie de l'aire d'attraction de Saint-Dié-des-Vosges, dont elle est une commune de la couronne,. Cette aire, qui regroupe 47 communes, est catégorisée dans les aires de 50 000 à moins de 200 000 habitants,.

### Occupation des sols
L'occupation des sols de la commune, telle qu'elle ressort de la base de données européenne d’occupation biophysique des sols Corine Land Cover (CLC), est marquée par l'importance des forêts et milieux semi-naturels (46,7 % en 2018), une proportion sensiblement équivalente à celle de 1990 (46,6 %). La répartition détaillée en 2018 est la suivante : 
forêts (46,7 %), prairies (25,2 %), zones urbanisées (11,5 %), zones agricoles hétérogènes (10 %), mines, décharges et chantiers (2,9 %), zones industrielles ou commerciales et réseaux de communication (2,1 %), eaux continentales (1,5 %), terres arables (0,1 %). L'évolution de l’occupation des sols de la commune et de ses infrastructures peut être observée sur les différentes représentations cartographiques du territoire : la carte de Cassini (XVIIIe siècle), la carte d'état-major (1820-1866) et les cartes ou photos aériennes de l'IGN pour la période actuelle (1950 à aujourd'hui).

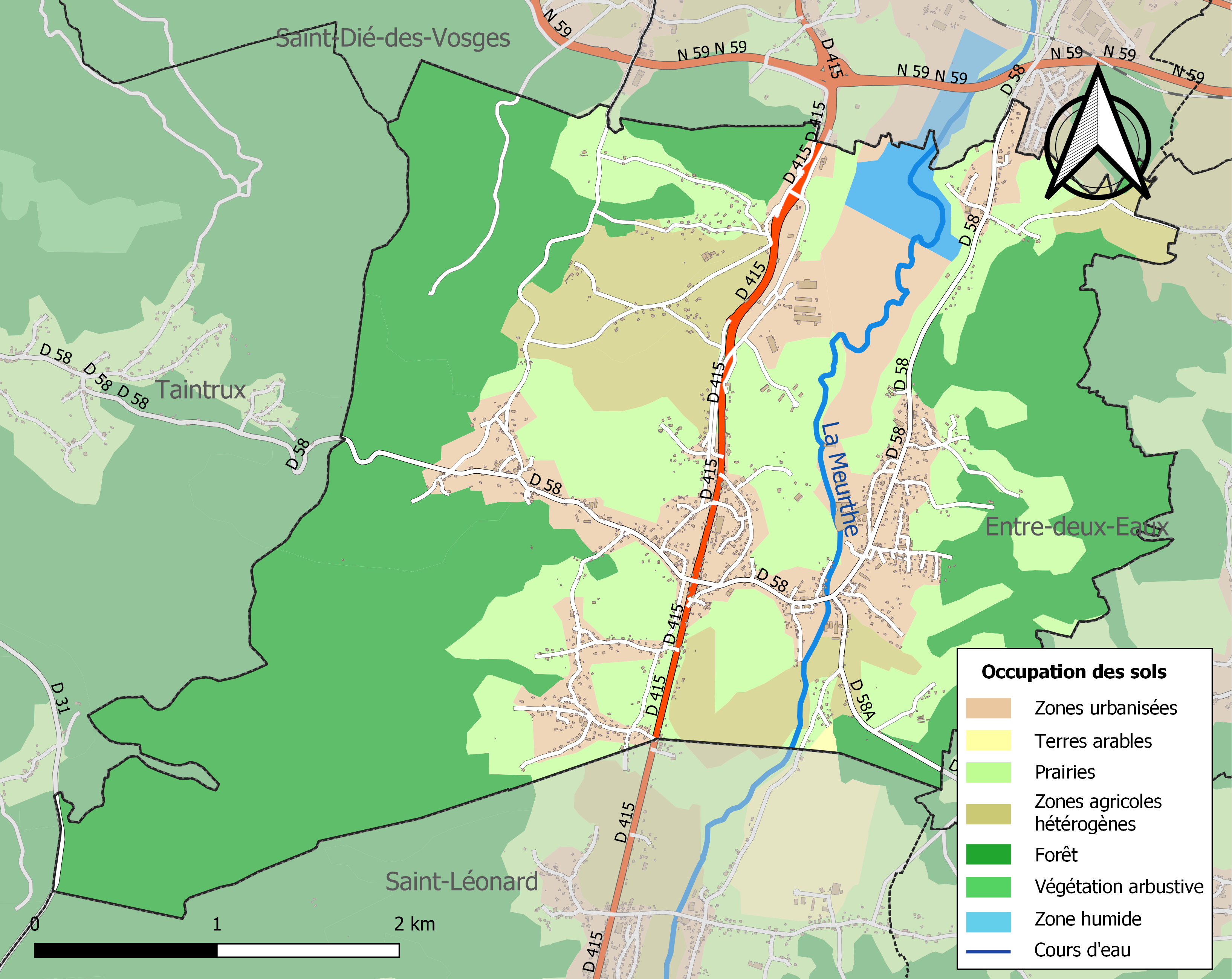
Carte des infrastructures et de l'occupation des sols de la commune en 2018 (CLC).

## Toponymie
Alors que Charles Charton se limite à citer l'ancien toponyme latinisé dans le Pouillé Chatrian en 1768 Salicetum et l'appellation contemporaine Saulcy-sur-Meurthe divulguée par nombres d'écrits savants vers 1840, Pierre Estivandier, oubliant de citer ses diverses sources, abonde en relevant 28 mentions anciennes du toponyme associé à la localité (village, paroisse, ban, domaine seigneurial, garde ou warde, jardins ou wardeins etc.) depuis son origine jusqu'en 1854. Le nom de la localité est attesté sous les formes Salzeis (1188); Saucis (1219) ; Sauscis (1290) ; Ban de Sauciz (1290) ; A Sacis et au ban (1284) ; Bans de Sasis (XIIIe siècle ; Sacei (vers 1300) ; Sancis (1309) ; Saucilz (1342) ; Saucil (1357) ; Salcis (1360) ; Sassis (1373) ; Salsy (1390) ; Salcy (1394) ; Saucy (1400) ; Sautix, Sauctix (1402) ; Saulcy, Sacy, Saucis (XIVe siècle) ; Salciis (1412) ; Sachsiss (1419) ; Sacy (1428 ) ; Saulci (1428) ; Salci (1456) ; La ville de Saulci en val de Sainct Diey (1456) ; Saussy (1472) ; Saulcy proche Sainct Lienart (1502) ; Le Saulcy (XVIIe siècle) ; Salicetum (1768) ; Lesaulcy (19 vendémiaire an X)
Le nom de la commune dériverait du terme latin salicetum, au suffixe marqué par la forme collective en -etum (ou au féminin -eta ), soit une prairie humide, plantée des saules ou à défaut une saussaie mieux dénommée par Saussois, soit un « lieu planté de saules ». Le toponymiste Hippolyte Cocheris qui est à l'origine d'interprétations érudites de ce type rappelait que le saule, salix en latin, représentait autrefois l'arbre des eaux, un arbre typique des bords de rivières et des lieux humides, en particulier des prairies humides, n'hésitant pas à rapprocher ce dernier mot du sanskrit sâla signifiant "arbre", et dérivant selon lui du terme sala eau et de l'adjectif salika "aquatique", et ensuite à expliciter souvent abusivement par ce biais de nombreux toponymes de lieux humides, tels que Salces, Saula (Tarn-et-Garonne), Saulcy, Saule (Nord), Saules (Doubs), Sauliac, Saulxures, Sausses, Saussey, Saux, Sceaux etc. Si l'historien local, Pierre Estivandier, divague d'entrée sur diverses considérations associées aux peuples anciens, ligures ou celtes, sans apporter de documentation archéologique précise, et rappelle à l'envi quelques éléments de l'histoire du val, extraits in extenso, et sans toujours les mentionner, des ouvrages d'Albert Ohl des Marais, il n'écrit curieusement nullement sur cette interprétation commune, fruit de la relatinisation du siècle des Lumières.
Sans passer par cette relatinisation tardive, il existe d'autres interprétations, portant sur la topographie locale et l'importance des nappes phréatiques.
La première trace écrite de Saulcy dans les archives administratives remonterait à 1188. Salzeis est en effet mentionné dans les archives capitulaire de Saint-Dié en 1188, Saucis en 1219 ou ban de Sauciz en 1290 dans les archives de Rappolstein (Ribeaupierre à Ribeauvillé), Sausis en 1380 puis enfin Saulcy en 1400. Saulcy est associé à une vieille paroisse et à un vaste ban légendaire. La contrée ou localité serait une très ancienne dépendance du ban saint Dié. Elle est présente dès l'origine du ban, du moins dans les légendes écrites à la fin du onzième siècle et recopiées avec les nécessaires adaptations ensuite. Paul Boudet, auteur d'une thèse sur le chapitre de Saint-Dié, a décrit les biens que le chapitre possédait au hameau du Chesnois. L'église de Saulcy dépendait effectivement de la juridiction spirituelle du grand prévôt, à l'instar des autres églises du Val de Galilée.
Si Saulcy décrit manifestement une étendue plus ou moins vaste, parfois fantasmée, et surtout l'habitat d'origine en rive orientale de Meurthe, le Chénois ou Chesnois, lieu de pouvoir capitulaire, mentionne une de ses communautés enclavée dans ce village. Y sont attestés une mairie, avec le maire dou Chasnois en 1343, le finage de cette enclave on finage dou Chasnois en 1376 et même une ménantie, soit la menantie du Chasnois en 1524. Le Chesnois de Saulcy est mentionné par Thierry Alix en 1594, parce qu'il s'agit d'un incontournable centre administratif. En 1711, les autorités précisent que le Chénois est une mairie composée seulement d'une partie du village de Saulcy.

## Histoire
La lente reconstruction quasi intégrale de Saulcy-sur-Meurthe, après les destructions de novembre 1944 et la préconisation des architectes de raser les ruines et autres demeures d'habitation en partie éboulées, largement appliquée, a modifié considérablement les installations et les repères de la commune antérieure. L'étude de la photographie aérienne de 1935 permet de retrouver non seulement la vieille route traversant le vieux Saulcy en rive droite et se dirigeant vers le Paire, ancien hameau partagé et en limite avec Sainte-Marguerite, mais aussi l'ancienne église (non reconstruite après 1945 et transformée en entrepôt ou local municipal), la mairie (non reconstruite), la grande usine de tissage (non reconstruite), l'ensemble des écoles détruit mais reconstruit et finalement préservé in situ, le petit séminaire etc. La mairie et l'église actuelles, construites ex nihilo après guerre, entérinent bien le déplacement du centre de gravité, désormais entre le ruisseau de l'Anoux et la rivière Meurthe, une ancienne terre de prairies humides  dépourvues d'habitations villageoises autrefois. D'autre part, la croissance contemporaine du hameau des Cours, en rive gauche de la Meurthe et du ruisseau de l'Anoux, traversé par la grand route vers Anould et Fraize, puis par le rail vers Saint-Léonard, semble justifier ce rééquilibrage a posteriori.
Le vieux village de Saulcy, aux maisons parfois multiséculaires, dont il sera question avant 1944, peut se décrire comme un long village rue au début du XIXe siècle, ou encore comme une succession de hameaux et de maisons isolées, selon la carte de Cassini un siècle plus ancienne. Il est entièrement situé en rive droite de le Meurthe, sur un vieux chemin médiéval qui, ici sinuant entre des collines en sursaut et la plaine alluviale, relie Sainte-Marguerite, antique centre religieux, à Contramoulin et Bellegoutte, ou diverge entre-temps soit vers le village d'Entre-deux-Eaux ou vers les terres de Mandray, pour rejoindre dans les deux cas le vieux chemin Saint-Dié. Le Chênois ou Chesnois ne correspond qu'à une enclave juridictionnelle, limitée par deux chemins, au centre du vieux village étendu de Saulcy. Une boutade affirmait que les trois seigneurs de Saulcy pouvait festoyer à la même table à proximité de la vieille église, tout en étant chacun assis sur son territoire. Les trois parties de la seigneurie de Saulcy se nommaient alors la Varthe (La Warde ou La Varde), le Chesnois et le ban de Saulcy. La Varde, garde d'essence militaire pour le contrôle des routes relevait en général du duc de Lorraine suzerain, et le Chesnois au long d'un puissant canal amenant l'eau vers des installations hydrauliques relevait du chapitre de Saint-Dié. Le ban de Saulcy était souvent sous le contrôle de vassaux du duc, grand féodaux aptes à surveiller chemins et routes des grands bans montagnards voisins.

### Période médiévale
Un mémoire de 1188 atteste que le grand prévôt percevait à Saulcy 12 deniers sur les cens. Sa juridiction spirituelle lui offrait cinq sous pour le benedicti et six sous trois deniers pour les menues dîmes. En 1209, Gauthier et Woiry, fils de Hughes de Lebeuville, donne au chapitre, après assentiment du duc Ferry III, deux ménanties au finage du Moncel (ad Monsez) avec les hommes et leurs hoirs qui y vivent ou vivront. Le chapitre principal décimateur se réserve sur l'ensemble de la paroisse les grosses dîmes. Dans le cadre de la cure propre de Saulcy, elles s'élèvent dans les comptes du sonriat en 1398 à 58 muids de blé, et à cinq réseaux de fèves.
Saulcy désigne au treizième siècle, époque où est érigée la croix de chemin de Hadremont, une grande paroisse et un vaste ban, rassemblement de communautés de la grande vallée de la rivière Meurthe, dans le Val de Galilée, "galilée" rappelant la galerie dite "cloître" du chapitre de Saint-Dié. Le Chesnois est le siège d'un doyenné, gérant sous l'autorité du sonriat du Val et de la Ville, les ultimes parts seigneuriales du chapitre de Saint-Dié, terres spécifiques où le chapitre s'affiche encore haut, moyen et bas justicier. Toutefois les autres familles habitantes sont assujetties à plusieurs co-seigneurs, parmi lesquels figurent les maisons alsaciennes de Marches jusqu'au XVe siècle ou de Ribeaupierre jusqu'au XVIe siècle, longtemps vassales du duc de Lorraine, ou encore à l'origine la maison lorraine des Parroye, installée précocement pour protéger les intérêts ducaux sur le ban Saint-Dié à partir de Taintrux et Robache, au XIe siècle. Ces familles et apparentées, sous vouées du chapitre de la collégiale, et fidèles à leur duc suzerain, voué de l'insigne église de Saint-Dié, dominent jusqu'au XVe siècle, où bien avant le renforcement de l'état ducal, le château du Spitzemberg, capitainerie lorraine et bras armé du "château de la Cour" à Saint-Dié, dirigé par Jacques de Bade ou son bailli Wazerich von Stoffemberg, impose obligations et devoirs aux divers habitants.
En janvier 1483, les archives du duché de Lorraine attestent d'un appointement entre Sa majesté le Duc de Lorraine et le sieur de Ribeaupierre, concernant sa seigneurie du ban de Fraize et Saulcy. Le duc avait mandé ses officiers pour lever un aide. À la prière du comte Oswald de Thierstein, qui avoue avoir opéré des prélèvements exceptionnels en argent et hommes de guerre, l'aide prévu est remis à d'autres dates.

### Période moderne
Au cours des siècles modernes, diverses seigneuries ne sont alors plus essentiellement que biens fonciers et, par affermage et gestion confiée, confortables revenus financiers, qui tombent par lots d'héritages, perte par gages ou acquisitions, dans l'escarcelle de nobles familles souvent de plus en plus lointaines des sires de Chateaubrehain (famille des Bayer de Boppart), des sires Demenge ou Ferry, de la famille du grand prévôt de Saint-Dié, Monseigneur de Mahuet, et finalement rassemblés par la famille des Bazelaire de Lesseux, prenant tôt le parti français au cours du XVIIIe siècle.
Au milieu du seizième siècle, les derniers droits salixiens de la famille comtale de Ribeaupierre leur sont retirées, du fait de leur lente spoliation des terres alsaciennes du duc de Lorraine qu'ils gouvernaient en son nom, de leur revirement politique ou traîtrise par l'alliance conclue avec les dignitaires Habsbourg et surtout de l'adhésion d'une importante partie de cette famille alsacienne aux idées de la Réforme, luthériennes puis calvinistes. En 1560, le chapitre affairé à reconstruire la ville canoniale de Saint-Dié, détruite par l'incendie de 1554, organise la vente de quatre ménanties gérées à partir du Chesnois.
Le "dénombrement du duché de Lorraine" effectué en 1594 sous la direction du président de la chambre des comptes, Thierry Alix mentionne la "terre de la Warde de Saulcy", mais aussi la mairie de Meurthe, audict chapitre, ainsi que le hameau d'Aubripaire. Au XVIe siècle, la mairie de Meurthe, progressivement insérée dans le duché de Lorraine, se compose de Contramolin (Contramoulin), Girompaire, Sainct-Léonard, Scaruz ou Sarru, Vannemont (Vanémont), ainsi que Le Chesnois de Saulcy, Moncel, La Ruelle et Saulcy. L'enclave du Chesnois se distingue du long village de Saulcy. Elle regroupe donc une grande part du ban commun de Saulcy et de Saint-Léonard, probablement depuis le XIIIe siècle. L'honnête homme Demange Valantin (sic), paroissien de Saulcy, âgé de 40 ans, est maire de Meurthe, il figure parmi les témoins de la paroisse de Saulcy sollicités, devant deux notaires, lors de l'enquête du grand prévôt de Saint-Dié, messire Nicolas Reynette, chargé d'une enquête sur la valeur des biens et revenus des cures du Val les 21 et 25 juillet 1565. Le chapitre de Saint-Diey, collateur des cures du Val, en la personne du doyen et des vénérables chanoines, souffrait d'être accusé de rapacité par une litanie perpétuelle des modestes curés desservant les paroisses de Fraisse, Mandray, Anould, Cleuvecy, Saint-Lienard, Saulcy, Entre-deux-Eaux, Sainte-Marguerée, La Croix, Laweline, Bertrimoutier, Provenchières, Colroy, Leusse, Taintrux. Parmi les cinq autres témoins d'âge mur, également paroissiens de Saulcy, figurent Jehan Noël du ban de Saulcy, Dieudonné Lemaire, Valantin du Moncel dans la cinquantaine, Dieudonné Alizei et Demange Dieudonné dans la quarantaine. L'enquête aboutit à une revalorisation substantielle du traitement des curés plaignants, obtenant la moitié en argent des menues dîmes, alors que, paradoxalement, l'immense majorité des témoins laboureurs consultés affirmait en guise de conclusion que les revenus des curés étaient amplement satisfaisants et que les desservants des paroisses avaient tort de se plaindre.
L'église de Saulcy est dite église mère de Saint-Léonard. La paroisse réduite de Saulcy compte en 1565 cent laboureurs qui doivent, en plus de la dîme, au chapelain une gerbe de blé et une gerbe d'avoine, c'est-à-dire un demi-bichet de chaque type de céréales, mesure de Saint-Dié. La dîme du blé s'y élève à 58 muids en 1568. La cure de Saulcy possède plusieurs pièces de prés ou terres arables qui se louent globalement 10 à 12 Francs, dont 7 francs pour les prés. Mais le curé n'a aucune maison ni meix ou domaine pour y résider. Il loge dans la maison presbytérale de Saint-Léonard, possédant meix et jardin attenant, largement suffisant pour les besoins d'un ménage. Selon les témoins salixiens, les vastes prés du meix presbytéral de Saint-Léonard pouvaient rapporter plus de 18 charrées de foins, ce que les témoins prudents de Saint-Léonard minimisent à 10 charrées. Jusqu'en 1629, le curé de Saulcy réside au presbytère de Saint-Léonard, desservant seul ses deux annexes. En 1629, le curé monopoliste de Saulcy accueille en résidence permanente un vicaire, ce qui permet d'assurer désormais une messe dominicale dans les trois églises.
La période moderne voit aussi la division de la grande paroisse du diocèse de Toul, d'abord avec l'existence concrète d'églises succursales confiées à des vicaires, puis avec l'érection de paroisses autonomes successives, d'abord Entre-deux-Eaux, paroisse émancipée en vicariat perpétuel et rattaché à Mandray en 1667 puis Saint-Léonard en 1770.
En 1715, les premières dîmes sur les cultures prolifiques de pommes de terre sont levées, après cinq ans de libre moratoire et d'atermoiement sur la décision officielle de 1710. En 1755, cette levée d'un dixième sur les tubercules des champs représentait déjà pour l'église de Saulcy un revenu de 500 Francs.
En 1728, le curé de Saulcy, nommé Banc, anime la fronde des modestes curés du Val de Galilée, qui se prétendent spoliés de leurs parts de dîmes par le chapitre. Comme les desservants ne disposent pas de presbytère à Saulcy à cause des affres de la guerre de Trente Ans, il réside toujours à Saint-Léonard et peut mieux fédérer les revendications rémunératrices des curés en fonction à l'amont du Val. L'arrêt de la cour de justice en 1728, au grand procès concernant cette dîme des Novales, confirme leurs droits à une part décente dans chaque paroisse, principale ou annexes, dîmes et casuel. Le 28 octobre 1736, Jean-Claude Sommier, successeur de Mgr de Mahuet, consacre la grande église de Saulcy, qui a remplacé la modeste chapelle, aux soubassements érigés au XIe siècle, tout en reprenant son monumental bénitier ou baptistère baroque et la dédicace au saint patron Jean Baptiste. En 1770, la paroisse désormais réduite de Saulcy, dédiée traditionnellement à saint Jean Baptiste et rattachée aux annates de Saint-Léonard et au doyenné de Salm, dispose d'un presbytère flambant neuf et ne rassemble plus officiellement que des communautés en rive droite de Meurthe "La Varde", "Le Chesnois", "La Ruelle", et en rive gauche "Les Courts", "Anozey", "Aubripaire", "Moncel" ou Le Moncel, "Clingoutte". Chacun de ses petits villages ou hameaux possèdent une longue histoire, remontant pour la plupart par maints aspects à l'Antiquité.
Aubripaire, devenu un simple écart au XIXe siècle, figure au dénombrement du duché de Lorraine de 1594. En 1710, il existe encore deux appellations : Aubripal et Aubripaires, la première semble associée au libre pâturage, alors qu'Aubripaires stigmatisent l'entrée des troupeaux. Les Cours rappellent les parcours des troupeaux autorisés en rive gauche de l'Anoux, ce qui explique les Cours de Saulcy, à proximité de la Meurthe. Les limites banales avec Saint-Léonard paraissent encore incertaines au XVIIIe siècle: Contramoulin en 1720 relève en partie du ban de Saulcy et de la mairie de Saint-Léonard ou encore Le Moncel en dépendance partielle de ces deux entités. Ce sont des subtilités du legs seigneuriale, transformées en droits de propriétés viciées, car les accords entre communautés paysannes des bans civils paraissent sans équivoque, Contramoulin ressort de la mairie de Saint-Léonard et les gens du Moncel sont hommes de Saulcy.
Nicolas Durival mentionne en 1753 dans le bailliage de Saint-Diez trois entités différentes au ban de Saulcy : le village de Saulcy, chef lieu d'un ban et de paroisse, à une lieu et demie au sud-est de la ville de Saint-Diez, Le Chénois de Saulcy, communauté au village de Saulcy et même paroisse, et enfin La Varde de Saulcy, communauté dont les membres sont dans les villages de Saulcy et du Paire (Le Paire). Le ban de Saulcy est aussi composé, selon Durival, de plusieurs autres villages en entier, soient Le Paire, Anolzey (sic), à une lieue de Saint-Diez, Les Cours sur la Meurthe à même distance de la ville, Clingoutte et Sarupt (sic) et, d'autres villages de manière partielle, soient Le Moncel, Contramoulin, Saint-Léonard, Girompaire (sic) et Fouchifol, cette dernière communauté ayant d'autres attaches avec les communautés de Mandray et de Coinche. En août 1770, Nicolas Clevenat devient curé de Saulcy et de Saint-Léonard. Il s'agit déjà d'un simple cumul de poste. Six mois auparavant, le 31 janvier, le service funèbre du seigneur de Lesseux et de Saulcy, Joseph Florent Bazelaire, avait impressionné les paroissiens.
Saulcy a été un village de l'ancien duché de Lorraine, longtemps chef-lieu de ban et centre de paroisse, un ban civil restreint et une paroisse religieuse bien caractérisée par des étendues plus larges dans le haut val de Meurthe que la dernière entité villageoise, rassemblant encore huit ou neuf communautés, au XVIIIe siècle, dans le bailliage de Saint-Dié en 1710, et après 1751, dans le bailliage et la maîtrise de Saint-Dié, coutume de Lorraine. La paroisse rejoint au spirituel dès sa création l'évêché de Saint-Dié entre 1775 et 1777, passant au doyenné de Saint-Dié en 1776. La cure est désormais à la collation du chapitre cathédral.
Un château a été reconstruit sur les ruines d'une petite place forte détruite au milieu du XVIIe siècle. Une tour ancienne, réaménagée, y sert de prison encore au début de l'époque contemporaine. Le sieur Tre. Barbey, financier et armateur, y fait construire son château à proximité, au milieu du siècle.

### Époque contemporaine
Saulcy-sur-Meurthe, comprenant "la Varde et le Chesnois" comme son autre nom l'indique, étendue le long de la vallée de la rivière Meurthe, et Ban-de-Saulcy dispersée en rive gauche et sur les hauteurs au-delà de la route principale correspondent respectivement à deux communes distinctes dans le district de Saint-Dié le 29 avril 1790. La fusion s'effectue au cours des années suivantes. L'an X voit la commune de Saulcy quitter le canton de Saint-Léonard, pour être rattachée à Saint-Dié. En l'an XI, la commune de Saulcy étendue sur 1637 ha rassemble déjà 1091 habitants permanents.
La mairie du Chesnois ou de Saulcy qui abrite les archives du ban, les actes de baptêmes, mariages et sépultures depuis 1597, est entièrement reconstruite en 1834. Pour cela, une maison a été achetée pour installer les deux écoles de filles et de garçons, ainsi que la mairie. La maison d'école des Cours, constituant un autre pôle communal en rive gauche de la Meurthe et de l'Anoux, est bâtie en 1837 pour éviter aux petits écoliers le délicat passage à travers les prairies humides. Cet école n'était point prévue pour les fillettes, scolarisées alors au village dans une classe dirigée par des sœurs religieuses.
Au début des années 1840, la redécouverte des anciennes mines de cuivre d'Anozel, en particulier d'une longue galerie de 500 mètres connectée à des percements supérieurs, attisent les investigations archéologiques. Or l'oxyde de cuivre, sous forme de trace du minerai collecté, vieilli, altéré et coloré en vert, recouvre bien le grès blanchâtre de quelques accès miniers. Les historiens exhument des archives du XVe siècle et XVIe siècle attestant la fabrication de barre de cuivre, et la part de chaque seigneur. Des savants locaux, férus d'antiquités prouvent l'existence d'une vaste halde, qui a collecté une montagne de scories rejetés par les installations associées à la fonderie et à la mine, près du col d'Anozel. Ils mettent au jour marteaux, pics, poteries à proximité attestant l'activité minière et l'habitat minier. Les habitants questionnés sont étonnés : les familles n'avaient plus aucun souvenir d'exploitation minière, en tout cas de mémoire d'homme. Seul un folklore lointain et malfamé, datant a minima du XVIIe siècle, accompagné de quelques mots techniques mais vilipendé par ses allusions grivoises et expurgé par les bonnes convenances tridentines, rappelle les vieilles croyances aux nains, vivant dans les tréfonds du Kemberg, mais apparaissant autrefois près des puits ou des fontaines pour séduire en vain les jeunes femmes de la vallée.
En 1845, Saulcy est desservi par le chemin de grande communication n°28 de Fraize à Saales. Le centre symbolique de la commune, c'est-à-dire la mairie ou bâtiment communal, est situé à 55 km d'Épinal, chef-lieu de département et préfecture, et à 8 km de Saint-Dié, chef-lieu d'arrondissement et de canton. Courrier et lettres passent préalablement par la ville centre de Saint-Dié. La population jeune, en croissance, compte 1230 habitants, répartis en 314 ménages demeurant dans 195 maisons. L'école de garçons accueille 120 élèves, celle de filles seulement 110. Les douze conseillers municipaux, qui choisissent parmi eux un premier officier public, le maire, sont élus par 113 électeurs censitaires, essentiellement des propriétaires qui peuvent payer une part notable de l'impôt levé sur la commune.
L'inventaire obligatoire des surfaces du territoire de la commune, soit 1637 ha, distingue impérativement en 1844 :
- 659 ha de terres labourables, c'est-à-dire des champs labourés où se récoltent des céréales d'hiver comme le seigle, le sarrasin et accessoirement le froment, céréales de printemps comme l'avoine, des cultures massives comme la pomme de terre. Le chanvre et le lin, à défaut des meix proches des habitations, occupent des parcelles plus humides.
- 387 ha de prés ouverts et de prairies humides, c'est-à-dire irrigués par l'eau de canalisations.
- 15 ha de jardins particuliers ou de vergers. L'herbe est fauchée sous les arbres des vergers, pour affourager le bétail, désormais la plupart du temps en stabulation.
- 428 ha de bois communaux.

La commune s'étend sur de nombreux écarts : les huit hameaux se nomment Anozel, Aubripaire, Le Chénois (sic), Clingoutte, Les Cours, Le Moncel, le Paire, la Varde. Les anciennes censes s'appellent Basse des Jardins, La Haute Goutte, Martin-pré et Morel-pré. Les fermes plus isolées sont La Hutte du Bozé près du Bois des Rapailles ou Bozé, Le Ménil, et La Poule qui boit, proche de la route.
Cinq moulins à grains, encore actifs, témoignent de la lointaine indépendance des communautés du ban sous l'Ancien régime. Une carrière de grès rouges, produisant moellons, pierres de fontaine, éviers, etc. est exploitée en 1845 sur la montagne orientale, près d'Anozel. Le commerce de bêtes à cornes et de fourrages épais ou légers, de porcs et de pommes de terres prouve que la commune est nourricière pour ces élevages traditionnelles. Mais les bêtes rouges vont désormais rarement à l'estive ou sur les ultimes parcours montagnards, alors que quelques troupeaux de porcs partent encore parfois pour la glandée ou la faînée voisine.
Dans les années 1850 et 1860, le curé Koëhler marque la vie paroissiale.
La déposition du cultivateur Eugène Long à Saulcy-sur-Meurthe, choisi pour l'enquête agricole de l'arrondissement confirme que les principales productions végétales de sa commune concernent fourrages et pommes de terre. La production de céréales qui demeure importante, n'a pas été affectée par la chute des prix. Comme les engrais sont généralement insuffisants et les assolements irréguliers, le cultivateur craint que les champs de la vallée, constamment ensemencés en tubercules, ne perdent leur fertilité. La valeur des propriétés agricoles et de la terre arables a diminué, et le cours variable de la pomme de terre influe grandement sur celle-ci. Depuis quinze années, la rareté des brassiers est évidente, du fait de l'irrésistible attraction industrielle ou urbaine dont sont victimes les anciens ouvriers agricoles. Les derniers manouvriers restés au pays sont devenus petits propriétaires, et rechignent à redevenir simples saisonniers ou brassiers. Du fait de l'héritage français à part égal, la propriété continue de se morceler. Plutôt optimiste sur l'activité agricole nullement en état de souffrance, le déposant Long conçoit l'intérêt commun à diminuer les impôts, en particulier les impôts fonciers et les droits d'enregistrement.

#### Début de laTroisième République: Progrès à laBelle Époque
Le 2 août 1873, les dernières troupes d'occupation allemandes, notamment prussiennes, casernées et entretenues à Saint-Dié, quitte à pied et à cheval de 2 h à 4 h du matin le chef-lieu d'arrondissement. Une fraction paisible de la longue cohorte militaire passe dans la fraîcheur de la nuit à Saulcy en direction du col du Bonhomme. Les bruits de ce déplacement martial inquiètent d'abord les habitants, réveillés et fiévreux d'inquiétude dans leurs maisonnées, mais dès le lever du jour, une liesse populaire explose, relayée par une multitude de cloches battues à la volée, prémisse d'une journée de fête improvisée, clôturant définitivement la fin de la guerre.  
En 1873, le préfet des Vosges arrête le 5 décembre 1873, et le tracé de la ligne de chemin de fer de Laveline-devant-Bruyères à Saint-Dié, qui reprend en grande partie le tracé de la vieille route menant à Corcieux, à Saint-Jacques du Stat ou à Bruyères, par l'antique passe de Vanémont et les procédures d'expulsion des propriétaires des terrains concernés. Un procès-verbal d'enquête est ouvert du 15 au 25 décembre dans les mairies des communes concernées. Le maire de Saulcy (sic) Baptiste, et le maire de Saint-Léonard, Lalevée, font publier de concert, chacun pour leur commune, et afficher en mairie la liste exhaustive des propriétaires des parcelles concernées, qui n'habitent pas toujours dans les communes. Figurent dans la liste des soixante-dix familles de propriétaires expulsés à Saint-Léonard quelques habitants de Saulcy, Jean-Joseph Aubertin à Saulcy (centre), les enfants de Joseph Aubertin à Claingoutte, Julien Simon, propriétaire mineur à Saulcy, Jean-François Pierrat, commis à Saulcy, Jean-Baptiste Stouvenel demeurant au Moncel. À Saulcy comme à Saint-Léonard, des bandes de terres communales sont concernées.
À Saulcy, parmi les cinquante-six propriétaires de parcelles confisquées, se remarquent la fabrique de l'église de Saulcy, Sébastien et Laurent Antoine, le cultivateur Jean-Joseph Mangin père, le cultivateur Jean-Baptiste Stouvenel-Noël au Moncel, plusieurs résidents des hameaux d'Aubripaire dont les familles Falayeux avec Falayeux aîné et le soldat Justin Falayeux, Joseph Falayeux-Grandidier et Auguste Georgeon et "aux Cours" avec les familles Falayeux, le sabotier Jean-Baptiste Mayer, le débitant Joseph Aubertin-Falayeux, Jean-Baptiste Colin le jeune, les cultivateurs Joseph Delagoutte-Colin et Jean-Joseph Doyen-Lemaire, le maréchal ferrant Jean-Augustin Simon-Falayeux, "aux Cours de Saulcy" le manœuvre François Comette, les héritiers de Simon Durain, les cultivateurs François Falayeux, fils de Sébastien et Jean-Nicolas Falayeux-Colin, ainsi que les cultivateurs Constant Aubertin, Joseph Étienne et Nicolas Lemaire, le fabricant de fécule Jean-Nicolas Baptiste, Jean-Baptiste Michel-Marchal dit Magnon, Louis-Victor Poirel à Anozel, Eugène Lung, Jean-Baptiste Mangeat dit "Jean de Claude", Jean-Joseph Aubertin fils, meunier et le cultivateur Jean-Baptiste Aubertin-Aubertin (sic) aux Censes, François-Xavier-Gustave Simon à La Poule qui boit, Jean-Baptiste Flandré cultivateur à la Cense des Réaux, sans oublier l'instituteur en titre de Saulcy Antoine Clévenot, le cultivateur François Étienne, fils de Jean-Nicolas Étienne, le meunier Jean-Nicolas Loisy à Saulcy, Marie-Catherine Lallemand et le cabaretier Jean-Baptiste Valentin-Simon à Claingoutte etc. D'autres petits propriétaires issus de familles locales ont quitté la commune, en quête d'un travail salarié ou en poursuivant un but d'entreprise. Rare sont les familles exilées de laboureurs qui ont gardé quelques biens immobiliers sur le tracé, ainsi Jean-Nicolas Lemaire dit "Le Kieux", habitant Fouchifol. Sept ou huit familles bourgeoises de Saint-Dié, représentées par des hommes de justice, des négociants ou entrepreneurs, des héritiers rentiers, parfois des veuves, apparaissent par leurs titres de propriétés. Il faut en distinguer Charles-Paul-Octave de Lesseux, résident à Saint-Dié, héritier de la noble famille Bazelaire, de la branche comtale dite "Bazelaire de Lesseux".
La mairie-écoles (sic) de Saulcy est rebâtie et agrandie après l'incendie en 1862. La maison d'école des Cours est aussi rebâtie et agrandies en 1878. Près de ce hameau, a été installée la gare ou station sur le chemin de fer de Saint-Dié à Épinal. Le chemin de fer profite à l'économie de la grande vallée, devenue attractive, et l'essor démographique reprend, puis s'estompe, et ainsi de suite. Il profite d'abord à la voisine Saint-Léonard, où la population communale répartie sur 1433 ha atteint en 1876 1290 habitants (soit trente habitants de plus qu'à Saulcy sur 1637 ha), 1274 habitants en 1881 (idem). En 1891, bis repetita, Saint-Léonard semble s'imposer avec 1239 habitants, alors que 1152 habitants sont recensés à Saulcy. Mais ce bref dépassement n'est point durable, car Saulcy, bénéficiant d'implantations d'industries, reprend un second souffle avec 1523 habitants, laissant Saint-Léonard en stagnation et la reléguant en position secondaire jusqu'à nos jours.
La perception et la recette municipale sont regroupées à Sainte-Marguerite. La brigade de gendarmerie est stationnée à Saint-Dié, ville centre qui contrôle aussi la poste et le télégraphe. Le chemin de grande communication n°8 de Saales à Mélisey, localement nommée route de Gérardmer, et le chemin d'intérêt communal n°82 de Pont-Dauphin à Mandray en passant par Saint-Léonard, dessert la vaste commune, qui est sillonnée aussi par 10509 m de chemins vicinaux ordinaires et 29475 m de chemins ruraux reconnus.
En 1886, Paul Chevreux et Léon Louis décrivent la commune de Saulcy-sur-Meurthe, qui compte 1249 habitants, 262 maisons, 11 conscrits et 315 électeurs masculins, participant au suffrage universel. Une compagnie de sapeurs-pompiers accueille 25 hommes. L'école primaire de garçons de Saulcy accueille 72 élèves, celle de filles 90 élèves. L'école primaire mixte des cours regroupent 87 élèves. Chaque groupe d'école abrite une bibliothèque, soit 220 volumes. Une sage-femme assermentée aide les parturientes. Les revenus annuels de la commune s'élèvent à 4306 F dont 184 F en rentes 3% sur l'état. La valeur du centime additionnel est fixée à 75,57 F. Le produit des quatre contributions directes représente 14034,94 F dont 2159,21 F sur les patentes.
La paroisse de Saulcy dépend de la cure de Saint-Dié. La fête patronale est le 24 juin, l'église étant dédiée à saint Jean-Baptiste. Une population protestante regroupe 6 fidèles déclarés, se tournant souvent vers le pasteur de Saint-Dié. En février 1880, Albert Humbert, rédacteur et illustrateur de La Lanterne de Boquillon, narre l'histoire de deux instituteurs laïcs de Saulcy-sur-Meurthe : le plus vieux des deux, chantre à l'église et compatible avec l'ordre clérical, ne s'offusque point des remontrances du curé qu'il estime amicales, et le second jeune républicain, hostile à la messe, reste appliqué à instruire sa classe et à ne point répéter croyances et bondieuseries. Le curé, outré de l'attitude du jeune instituteur, le menace en pleine classe, et s'offre de le renvoyer comme un laquais impertinent. Une dénonciation calomnieuse survient, et malgré les protestations du maire, de son conseil municipal et le vœu de conservation de la population, l'instituteur est rétrogradé et déplacé vers une pauvre et lointaine commune, perdant 100 F d’appointements.
Les surfaces emblavées, cultivées ou en prairies en 1886, se sont accrues depuis 1844, malgré un exode rural : 
- 724 ha de terres labourables, c'est-à-dire des champs labourés où se récoltent 110 hectolitres de blé, 3120 hl de seigle ou 441 hl d'avoine, sans oublier les cultures de pomme de terre, de choux ou de navets.
- 414 ha de prés ouverts et de prairies humides, c'est-à-dire irrigués par l'eau de canalisations.
- 15 ha de jardins particuliers ou de vergers. L'herbe haute est fauchée dans les prés attenant aux maisons et sous les arbres des vergers, pour affourager le bétail en stabulation permanente.
- 10 ha de friches.
- 401 ha de bois communaux. La valeur de la forêt communale est estimée à 182800 F.

Le commerce principal agraire en 1886 reste le gros bétail et le beurre, les porcs, le fourrage et les pommes de terre. Mais l'industrie se déploie depuis 1850 sur la commune, avec le tissage de laine occupant 50 ouvriers en face de la mairie, une saboterie entièrement mécanisée de deux ouvriers, une scierie, deux féculeries et quatre moulins.
Une dissymétrie est déjà apparue entre la partie orientale, comportant les anciens lieux de pouvoir du Chesnois et de la Varde, et la partie occidentale aux environs des Cours mieux desservie par la route de Saint-Dié à Colmar ou Gérardmer et le chemin de fer. Dans cette dernière partie de plus en plus importante, des hameaux se densifient : Anozel regroupe en 1886 216 habitants en 48 maisons, Les Censes 110 habitants et 30 maisons, Les Cours 206 habitants et 47 maisons, Claingoutte en amont à 8 km de Saint-Dié 104 habitants et 19 maisons, Moncel ou Le Moncel à 7 km de Saint-Dié 112 habitants et 23 maisons, alors que des écarts comme Hadremont à 5 km de Saint-Dié comportant 18 habitants et 3 maisons, Aubripaire à 7 km de Saint-Dié s'étiole avec 15 habitants et 4 maisons, et de nombreuses fermes isolés, à part La poule qui boit, ferme de 5 habitants Le Ménil foyer de 6 habitants à proximité de la commune de Saint-Dié, ont déjà périclité. Malgré le grand tissage et l'attractivité religieuse, l'ancienne Saulcy représentée en partie orientale de la commune garde les hameaux transformés du Chesnois avec 58 habitants et 11 maisons, du Paire (Le Paire de Saulcy) à 5 km de Saint-Dié à proximité de la commune de Sainte-Marguerite, avec 59 habitants, un moulin et 12 maisons et les écarts de La Varde comptant 12 habitants 2 maisons et des Aulnes 22 habitants et 4 maisons.
En 1895, le professeur Auguste Stegmuller, dans son guide touristique, ne cite que la gare de Saulcy desservie par la voie ferrée de Saint-Dié à Fraize, ligne qui se confond jusqu'à Saint-Léonard avec celle de Saint-Dié à Bruyères ou Épinal. Pour ce premier tracé de chemin de fer, remontant la grande vallée de Saint-Dié à Fraize, il indique la durée d'une heure, avec l'arrêt à Saulcy à 5 km de Saint-Dié, l'arrêt à la gare de Saint-Léonard après 4 km, l'arrêt au Souche d'Anould au voisinage de l'importante usine ou papeterie du Souche.
Vers 1900, Alban Fournier livre une description laconique de la grande vallée de la Meurthe, d'Anould à Sainte-Marguerite, couverte de belles prairies dont le mode d'irrigation perfectionné reçoit les éloges des sociétés agricoles. Une population dense caractérise le fond de la vallée, sur douze kilomètres de l'amont à l'aval, avec trois gros villages Anould, Saint-Léonard et Saulcy, centre de communes homonymes comportant respectivement 3127, 1142 et 1525 habitants, en mettant à part la petite commune de Sainte-Marguerite rassemblant 597 habitants L'auteur rambuvetais qui insiste sur la dispersion pittoresque de l'habitat encore bien visible de son temps ajoute : "Sur les flancs des montagnes se voient épars de tous côtés hameaux, écarts et fermes".
Un orage s'abat sur les flancs du col d'Anozel dans la nuit du 2 au 3 juin 1901. La foudre frappe la ferme de Madame Marcillat à Anozel, et initie un puissant incendie qui dévore les bâtiments d'habitation. Si, en urgence, le bétail et quelques meubles sont évacués, les dégâts qui se monte à 6000 F sont couverts par une assurance.
L'ancienne école des Cours est fermée et vendue en 1902. Les écoles des Cours à quelques dizaine de mètre de l'ancienne sont regroupées en 1902.
Le comice agricole de l'arrondissement de Saint-Dié, tenu en ville de Saint-Dié dimanche 21 août 1904 sous la présidence de Frédéric Michel avec l'appui et le soutien financier des édiles municipaux, récompense les meilleurs agriculteurs et éleveurs locaux présents. Parmi les citoyens salixiens figurant au palmarès exigeant, J. Clément reçoit le second prix et une grande médaille vermeil pour l'amélioration des prairies, et J. Mangin un septième prix avec médaille de bronze. E. Étienne s'impose dans la catégorie des boisements. Charles Léonard, en tête des "fils de famille aidant leurs parents", perçoit 10 F et une médaille d'argent. L'apiculteur Demange honoré d'une seconde place reçoit une médaille d'argent, alors que l'agriculteur de Saulcy-sur-Meurthe Biétrix se classe en honorable troisième au concours de labourage. L'éleveur Léonard, percevant quinze francs, se classe bon second pour ses vaches vosgiennes, alors que son compère E. Renard obtient la plus haute distinction, en seconde section, pour ses belles génisses de même race.
Jeudi 27 mai 1909, une jeune femme, mariée et soi-disant atteinte de troubles d'esprit depuis quelques semaines, Madame Pichon, se jette sans prévenir sous le train en partance à la gare de Saulcy-sur-Meurthe. Heurté par le train au départ, la malheureuse en sort atrocement mutilée.

#### Temps de guerre
Durant l'été 1914, la défense de la vallée de la Meurthe est terriblement meurtrière, avant la reprise du terrain rapide à la suite du repli allemand vers les hauteurs vosgiennes en septembre. Les troupes bavaroises en fin d'offensive occupent les villages de Mandray, Entre-deux-Eaux et Saulcy le mercredi 26 août 1914 et font irruption le jeudi matin vers 6 heures et demie à Saint-Léonard. La seconde ligne de défense française, bien installée sur les contreforts occidentaux menant à Taintrux et au plateau de Corcieux-Vanémont, constitue un obstacle que l'état-major allemand ne semble pas souhaiter affronter de suite.
L'historique du 53e bataillon de chasseurs alpins mentionne après le 27 août la mort au champ d'honneur d'un sous-officier et de nombreux combattants à Saulcy-sur-Meurthe, à savoir les chasseurs Paul Amequin, Emile Dessuise, Jean Estival, Claude Genoux, Louis Lœillet, Alfred Massalon, Jean Momo, Frédéric Monod, Gilbert Portejoie, Maurice Panais, Jean Verret, Gilbert Zéland et le sergent-major Paul Cuzin-Vidoz, mais aussi encore plus à Anozel au niveau du hameau et du col homonyme sur l'ultime ligne de crête voisine défendue dans l'urgence, François Bechonnet (tué au sud d'Anozel), Arthaud Berlioz, Camille Caron, Emile Combes, J.B. Coste, Rémy Desvouas, Claude Métenier, Jean Nebout (décédé entre Anozel et Les Cours), Jean Nicolas, Michel Outenin, Jean Thevenet et Alexandre Truchet. N'y figure aucun des officiers du bataillon, la perte de deux capitaines et deux sous-lieutenants ayant eu lieu au niveau des premières lignes du bois d'Ormont le 26 août 1914, un baptême du feu pour cette unité de réservistes déplacées en urgence de Saint-Léonard pour entraver le passage du col de Robache. N'oublions pas les chasseurs disparus sur le secteur de Saulcy-sur-Meurthe après la seconde irruption de l'ennemi dans la grande vallée et le bassin de Saint-Dié, à savoir François Chapuzet, Ernest Desmazière, Georges Dupré, Jacques Colin, Joseph Dussollier, Alfred Gavard-Violuy, Victor Laurin, Henri Meunier, Pierre Moreau, Elie Renaud, François Saugey. Après le repli vers Saint-Dié et sa position intenable en fond de vallée, les combats d'Anozel ont eu lieu le 28, 29 et 30 août 1914. Les engagements de l'unité de chasseurs alpins au niveau de la prairie de la Meurthe, à Saulcy, se déroulent du 1er au 3 septembre inclus, alors que l'essentiel de l'effort de percée allemand échoue autour du col de la Chipotte.
Après l'automne 1914, Saulcy se situe à l'arrière du front. Les bombardements allemands en direction de la ville ou des infrastructures routières ou ferroviaires sont rarement véhéments. La vie salixienne peut paraître morose en 1916. Vieillards, femmes et enfants non évacuées occupent les habitations et accomplissent le travail des mobilisés, dans l'attente du ravitaillement et de nouvelles parfois funestes. Solitude et frugalité accroissent la tristesse. Mi-juillet 1916, le sieur Jean-Baptiste Chachay, 69 ans, alcoolique notoire, se pend dans son modeste appartement de Saulcy-sur-Meurthe.
Lors de la Guerre de 1939-1945, tout comme pendant la Première Guerre mondiale, Saulcy-sur-Meurthe a quasiment été complètement détruit. Du vieux Saulcy, il ne reste en effet que trois maisons, plusieurs fois séculaires, nous confie Pierre Estivandier, pour ajouter laconique que les urbanistes les firent raser, se préoccupant nullement d'un legs du passé. À la Libération, le 21 novembre 1944, 325 familles sur 400 étaient sans abris. La ville de Moulins aida financièrement à la reconstruction, cette générosité lui valut de dénommer la nouvelle rue principale devant la mairie et l'église d'après guerre.

#### Entre-deux-guerres
La commune a été décorée le 22 octobre 1921 de la croix de guerre 1914-1918 et le 11 novembre 1948, de la Croix de guerre 1939-1945 avec étoile d'argent.
La ville abrite une nécropole militaire. En mars 1929, Henri Gérôme, maire de la commune, recueille les fruits de la dernière collecte ouverte, dans le cadre d'une souscription pour le monument du cimetière national militaire, lancée à l'initiative de l'Union Nationale des Combattants (section de Saulcy-sur-Meurthe) représentée par le président Jules Goeltzenlichter et Jules Joseph, trésorier de la section.
Le jeudi 10 juillet 1924 à partir de 9 h du matin, une vente au rabais de bois impropres ou endommagés, suite aux récents aléas climatiques, est diligentée par le conservateur des Eaux et forêts à Saint-Dié. Les chablis des bois communaux de Saulcy-sur-Meurthe, à savoir le lot 110 et le lot 111 distinct, spécifique aux sections forestières nommées Anozel, Le Chesnois et La Garde, sont acquis pour les frères André, marchands de bois et scieurs à Gérardmer pour respectivement 1700 F et 1200 F. 
Organe mensuel à l'initiative du Syndicat de Saulcy-sur-Meurthe, de la Féculerie coopérative des Censes de Saulcy-sur-Meurthe, du Syndicat d'élevage de Saulcy-sur-Meurthe, de la Mutuelle-bétail de Saulcy-sur-Meurthe, le périodique "La Haute-Meurthe agricole" est publié régulièrement dès le 15 juin 1925 : c'est un journal d'informations et de défense professionnelle agricoles qui paraît le 15 de chaque mois.  
Le chemin de grande communication n°8 de Saulcy-sur-Meurthe est cylindré et goudronné par le service vicinal du département des Vosges les premiers jours de septembre 1930. 
Le dimanche 3 juin 1934 a lieu à Saulcy-sur-Meurthe le concours annuel de la race bovine vosgienne, organisé par le syndicat central de l'élevage de l'arrondissement de Saint-Dié, dans la cour de halle des marchandises de la Compagnie des chemins de fer de l'Est. Julien Dargot, président de la section local de ce syndicat qui reçoit à cette occasion un diplôme d'honneur pour l'excellence de son étable, et le maire de Saulcy-sur-Meurthe et conseiller général Gérôme, qui fait participer largement sa commune sur le plan financier, notamment avec un prix de la municipalité de 150 F, finalement attribué au premier « jeune taureau ayant deux dents et plus » de l'éleveur émérite, Henri Chaudron, de Denipaire, forment une des chevilles ouvrière salixienne de ce concours où figurent 35 animaux reproducteurs. Les éleveurs salixiens s'illustrent d'abord dans la catégorie d'élevage "Génisses depuis 10 mois sans dents" en raflant toutes les récompenses, soit cinq prix décernés respectivement à Camille Haxaire du Moncel, premier avec une plaque et 100 F de prime, Julien Dargot, second avec un diplôme et 90 F, André Dargot avec un diplôme et 80 F, Émile Delagoutte d'Anozel avec une prime de 70 F, le même Julien Dargot ex aequo avec André Dargot, les deux recevant une prime de 60 F sans oublier la simple mention à Gustave Mangeat d'Anozel. L'autre catégorie où se remarquent également, sans aucune concurrence, les éleveurs salixiens est celle des "vaches ayant plus de quatre dents de remplacement" : 1er prix : Julien Dargot avec 125 F et une plaque, 2e prix : Émile Delagoutte d'Anozel avec 100 F et un diplôme, 3e prix ibidem (90 F et diplôme), 4e prix : Félicien Bailly récompensé par 80 F, 5e prix Veuve Antoine du Village (70 F), 6e prix Eugène Humbert (60 F), 7e prix Emile Colin habitant Le Paire (50 F) et les trois mentions du jury attribuées à Emile Noël habitant Les Cours (à deux reprises) et à Emile Hestin de Clingoutte. La catégorie des "vaches ayant quatre dents au plus", offre des résultats moins probants pour les salixiens : Albert Aubertin n'obtient que le second prix avec 100 F et un diplôme, alors que l'éleveur de Saint-Dié, Marcel Marchal avec le prix de la fédération des syndicats d'élevage de race vosgienne (125 F et une plaque) et l'hôpital perçoit le troisième pris (90 F, un diplôme). Julien Dargot, André Dargot et André Grosgeorges ne figurent qu'à la cinquième, sixième et septième place, recevant respectivement 70 F, 60 et 50 F, sans oublier la mention à Émile Delagoutte d'Anozel. Dans les catégories "Taureaux depuis 10 mois sans dents", le jury récompense deux éleveurs de La Petite Raon qui ont fait le déplacement, Aimé Cuny (125 F, plaque) et Albert Depp (100 F, diplôme). Les Salixiens Albert Aubertin et Émile Delagoutte n'obtiennent respectivement que le troisième (90 F, diplôme) et quatrième prix (80 F).
L'ancien bâtiment de l'école des Cours, redevenu maison d'habitation, a été détruit par fait de guerre en 1944. Les écoles des Cours sont détruites en novembre 1944. Après 1945, un bâtiment en préfabriqué, construit derrière les écoles, sert à accueillir les élèves.

#### Après guerre
L'émission de radiodiffusion du mercredi, proposée par Georges Gosset, intitulée Les Compagnons de la Renaissance, et réalisée par François Chatelard, honore ce village vosgien amorçant sa lente reconstruction. La troupe de spectacle, des Variétés de la Radiodiffusion envoyé par Jean Ployé directeur de ce service, arrive en octobre dans le village dévasté de Saulcy-sur-Meurthe, une commune sans écoles, église et mairie et avec des amoncellements rectangulaires de moellons gardant l'emplacement des maisons. Sur 276 immeubles abritant 420 familles de la commune, 225 ont été réduits à l'état de ruines fumantes. La population évacué de force en novembre et soixante hommes ayant été déportés depuis octobre 1944, le village avait été préalablement pillé de l'ensemble de ses biens meubles et de ses animaux. Le 15 novembre 1944, 325 familles chassés vers le haut de la vallée erraient la plupart du temps dans la neige, dépourvues d'abri. À proximité de grandes prairies vertes et épaisses à la fin du printemps, les habitations de Saulcy accueillaient autrefois 1500 habitants. L'importante usine de tissage, une manufacture de cycles, une tannerie et une scierie, qui animaient autrefois la vie laborieuse du village, sont complétement démolies en novembre 1944. Après la Libération, quelques secours publics de 3000 à 4000 F furent perçu par famille, mais les baraquements de bois promis si facilement restaient invisibles. L'usine fut rebâtie avec les maigres matériaux des bois communaux ou extraits des ruines, pendant un hiver rigoureux où quelques ouvriers périrent de froid, selon le journaliste Jacques de Potier. De vastes bâtiments en bois abritent les survivants des intempéries.
Une des grandes salles, aménagée en salle de spectacle par les prisonniers de guerre allemands sous le contrôle des gendarmes, accueille la joyeuse troupe d'artistes en octobre 1945. Le garde champêtre n'ayant plus de peau de tambour annonce le spectacle à la population en tapant sur une vieille lessiveuse. Chaque prestation est dûment enregistrée. Charlotte Dauvia, Jean Patart et Lyne Rolland, la jeune Gina Mario et l'imitateur Joé Noël sont applaudis tout à tour, mais aussi les clowns Zozo, Odette et Lola, la chanteuse Simone Alma accompagnée de l'orchestre de la Radio, dirigée par Camille Sauvage, le chanteur de charme hispanisant Jean Bruno et le pianiste égaré dans sa correspondance ferroviaire à Nancy, Pierre Dudan interprétant "Son café au lait au lit" et Pierre Lefèvre entonnant avec le public "Le Chant des partisans". Au terme du spectacle, Georges Gosset remit au maire de la commune, M. Vaucourt un chèque de 10000 F signé par la Radiodiffusion française.
Saulcy-sur-Meurthe regroupe seulement 967 habitants en 1946, alors qu'elle rassemblait 1431 habitants en 1936. En 1954, la population municipale s'élève déjà à 1383 habitants, dont 825 dans les hameaux et écarts, demeurant dans 474 logements et 333 maisons.

## Politique et administration

### Liste des maires
| Période                                  | Période                       | Identité                 | Étiquette | Qualité |
| ---------------------------------------- | ----------------------------- | ------------------------ | --------- | --- |
| Les données manquantes sont à compléter. |                               |                          |           | |
|                                          |                               |                          |           | |
| 1825                                     |                               | Monsieur Faleyeux        |           | |
| 1836                                     |                               | Monsieur Aubert          |           | |
| vers 1839                                |                               | Monsieur Simon           |           | |
| 1840                                     |                               | Joseph Aubertin          |           | |
| 1841                                     |                               | Monsieur De Bazelaire    |           | |
| 1848                                     |                               | Eugène Lung              |           | |
| 1852                                     |                               | Simon Durain             |           | |
| 1859                                     |                               | Monsieur Charpentier     |           | |
| 1863                                     |                               | Jean-Joseph Mangin       |           | cultivateur |
| 1867                                     |                               | Monsieur Simon-Dargot    |           | |
| 1873                                     |                               | Jean-Nicolas Baptiste    |           | Féculier à Anozel |
| 1880                                     |                               | Antoine Clévenot         |           | ancien instituteur |
| 1889                                     |                               | J.N. Noël                |           | maire réélu en 1898 |
| 1906                                     |                               | Jean-Baptiste Faleyeux   |           | |
| 1910                                     |                               | Albert Georgeon          |           | |
| 1919                                     |                               | Ch. Grosgeorge           |           | |
| 1925                                     |                               | Henri Gérôme             |           | |
| 1935                                     | 1937                          | Lucien Noël              |           | |
| janvier 1937                             | février 1966                  | René Vaucourt            |           | |
| 2 avril 1966                             | 1971                          | Paul Guizot              |           | |
| 20 mars 1971                             | juillet 1975                  | Émile Lamaze (1902-1975) |           | Décédé en cours de mandat |
| 1975                                     | juin 1995                     | Robert Petot (1921-2014) | SE        | Entrepreneur en travaux publics |
| juin 1995                                | mars 2001                     | Jean-Claude Pebay        | SE        | Médecin |
| mars 2001                                | mars 2008                     | Anne Delhoume            | UMP       | juriste |
| mars 2008                                | En cours (au 18 février 2015) | Jacques Jallais (1947- ) | DVD       | Retraité de la fonction publique Ancien président de la CC du Val de Meurthe (2001 → 2008) Conseiller délégué de la CA de Saint-Dié-des-Vosges (2017 → ) |

## Population et société

### Démographie

#### Évolution démographique
L'évolution du nombre d'habitants est connue à travers les recensements de la population effectués dans la commune depuis 1793. Pour les communes de moins de 10 000 habitants, une enquête de recensement portant sur toute la population est réalisée tous les cinq ans, les populations de référence des années intermédiaires étant quant à elles estimées par interpolation ou extrapolation. Pour la commune, le premier recensement exhaustif entrant dans le cadre du nouveau dispositif a été réalisé en 2008.

En 2022, la commune comptait 2 319 habitants, en évolution de −0,69 % par rapport à 2016 (Vosges : −2,96 %, France hors Mayotte : +2,11 %).
| 1793 | 1800 | 1806  | 1821  | 1831  | 1836  | 1841  | 1846  | 1856  |
| ---- | ---- | ----- | ----- | ----- | ----- | ----- | ----- | ----- |
| 907  | 952  | 1 075 | 1 187 | 1 301 | 1 297 | 1 230 | 1 245 | 1 107 |

| 1861  | 1866  | 1876  | 1881  | 1886  | 1891  | 1896  | 1901  | 1906  |
| ----- | ----- | ----- | ----- | ----- | ----- | ----- | ----- | ----- |
| 1 050 | 1 092 | 1 260 | 1 244 | 1 249 | 1 152 | 1 523 | 1 721 | 1 656 |

| 1911  | 1921  | 1926  | 1931  | 1936  | 1946 | 1954  | 1962  | 1968  |
| ----- | ----- | ----- | ----- | ----- | ---- | ----- | ----- | ----- |
| 1 624 | 1 270 | 1 393 | 1 305 | 1 431 | 967  | 1 383 | 1 586 | 1 654 |

| 1975  | 1982  | 1990  | 1999  | 2006  | 2008  | 2013  | 2018  | 2022  |
| ----- | ----- | ----- | ----- | ----- | ----- | ----- | ----- | ----- |
| 1 727 | 1 866 | 1 898 | 2 103 | 2 303 | 2 360 | 2 342 | 2 326 | 2 319 |

### Enseignement
Établissements d'enseignements :
- Écoles maternelles et primaires à Saulcy-sur-Meurthe, Saint-Léonard, Sainte-Marguerite, Taintrux, Saint-Dié-des-Vosges.
- Collèges à Saint-Dié-des-Vosges.
- Lycées à  Saint-Dié-des-Vosges.

### Santé
Professionnels et services de santé :
- Médecins à Saulcy-sur-Meurthe, Anould, Fraize, Ban-de-Laveline, Plainfaing, Corcieux.
- Pharmacies Saulcy-sur-Meurthe, Anould, Fraize, Ban-de-Laveline, Plainfaing, Saint-Michel-sur-Meurthe.
- Hôpitaux Fraize, Gerbépal, Le Bonhomme, Sainte-Marie-aux-Mines, Lapoutroie, Orbey, Senones.

### Cultes
- Culte catholique, Paroisse Notre-Dame-du-Val-de-Meurthe[96], Diocèse de Saint-Dié.

## Économie

### Entreprises et commerces

#### Agriculture
- Culture de céréales, de légumineuses et de graines oléagineuses.
- Culture de légumes, de melons, de racines et de tubercules.
- Élevage d'autres bovins et de buffles.
- Élevage de volailles.
- Exploitation forestière.

#### Tourisme
- Hébergements et restauration à Saint-Dié-des-Vosges, Anould, Denipaire, Les Rouges-Eaux, La Voivre.

#### Commerces
- Commerces et services de proximité.
- Un projet d'exploitation d'eau de source, voire d'eau minérale, est en cours[Quand ?].

### Budget et fiscalité 2022

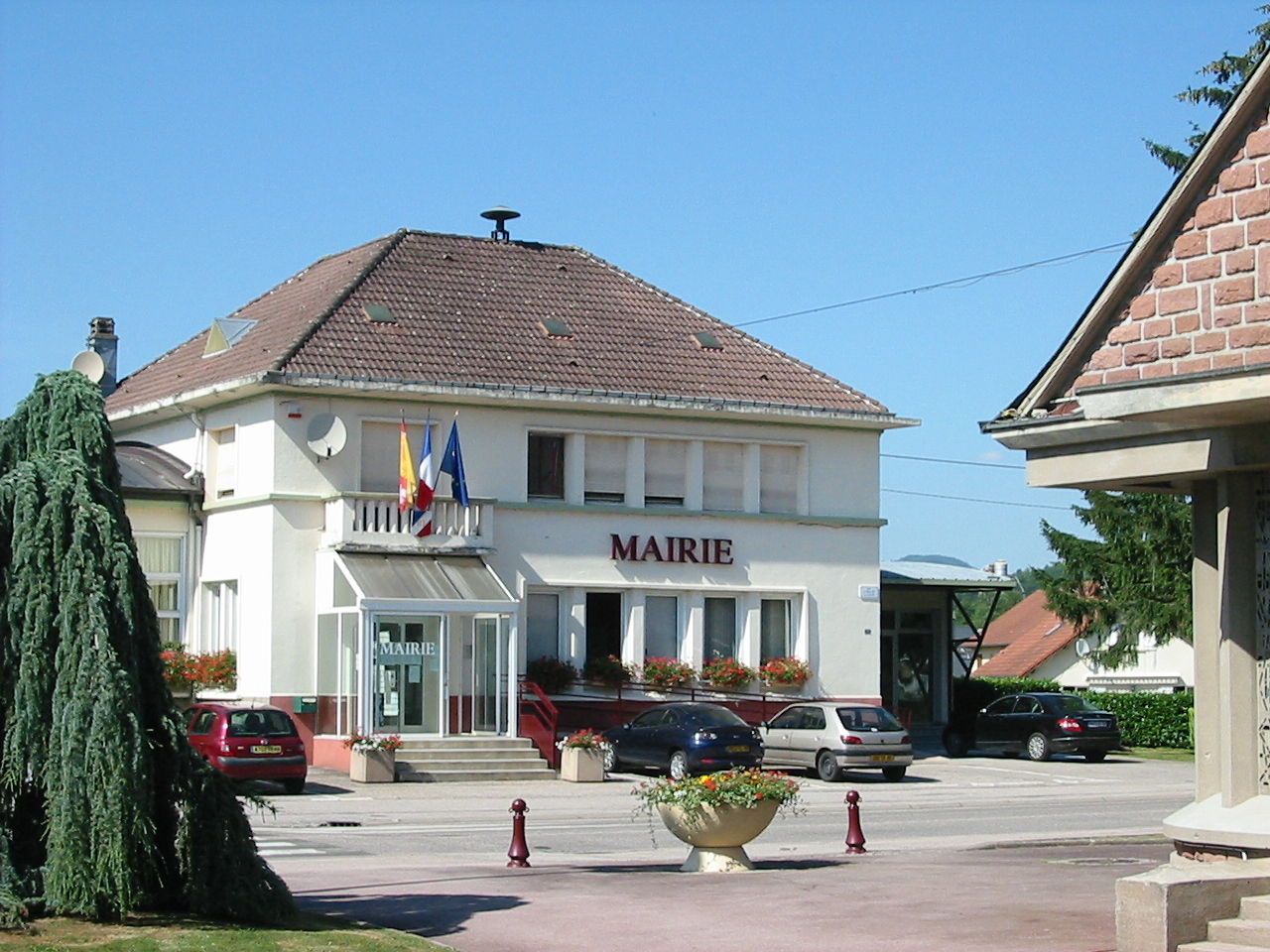
La mairie.

En 2022, le budget de la commune était constitué ainsi :
- total des produits de fonctionnement : 1 989 000 €, soit 834 € par habitant ;
- total des charges de fonctionnement : 1 802 000 €, soit 756 € par habitant ;
- total des ressources d'investissement : 829 000 €, soit 348 € par habitant ;
- total des emplois d'investissement : 621 000 €, soit 260 € par habitant ;
- endettement : 620 000 €, soit 260 € par habitant.

Avec les taux de fiscalité suivants :
- taxe d'habitation : 21,76 % ;
- taxe foncière sur les propriétés bâties : 48,03 % ;
- taxe foncière sur les propriétés non bâties : 28,15 % ;
- taxe additionnelle à la taxe foncière sur les propriétés non bâties : 0,00 % ;
- cotisation foncière des entreprises : 0,00 %.

Chiffres clés Revenus et pauvreté des ménages en 2021 : médiane en 2021 du revenu disponible, par unité de consommation : 22 090 €.

## Culture locale et patrimoine

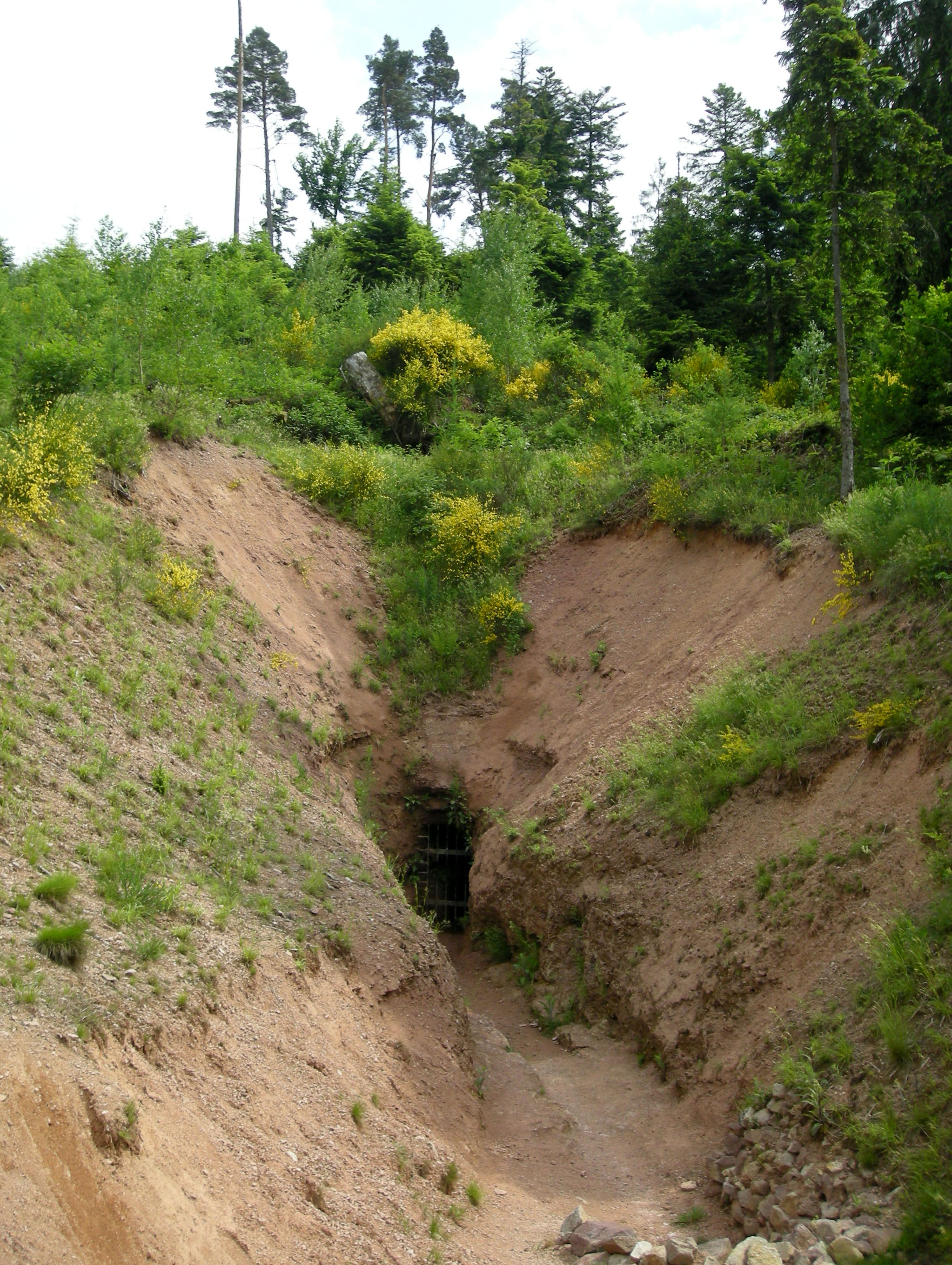
Entrée de l'ancienne mine d'Anozel.

### Patrimoine disparu

#### Mine de cuivre d'Anozel
Cette mine se trouve au pied du massif du Kemberg. Probablement commencée dès l'époque médiévale, elle a connu son apogée au XVIe siècle et a été reprise pour une courte période au début du XVIIe siècle,.

#### Château et séminaire
Un château médiéval existait à Saulcy. Il était propriété de la famille de Bassompierre. Racheté en 1932 par l'archevêché de Saint-Dié, il abrita dans son parc le petit séminaire diocésain baptisé du nom de Louis-de-Gonzague.
Siège de la Gestapo et de la Kommandantur en 1940, en juin 1944, trois généraux allemands y installèrent leur quartier général. En novembre de la même année, l'occupant dynamita le château avant son repli, entraînant l'incendie du séminaire.
Seul l'ancien séminaire fut réhabilité par le groupe Boussac en 1960 avant d'être revendu à la commune qui l'a rénové. Une partie est depuis à usage d'habitation.

### Lieux et monuments

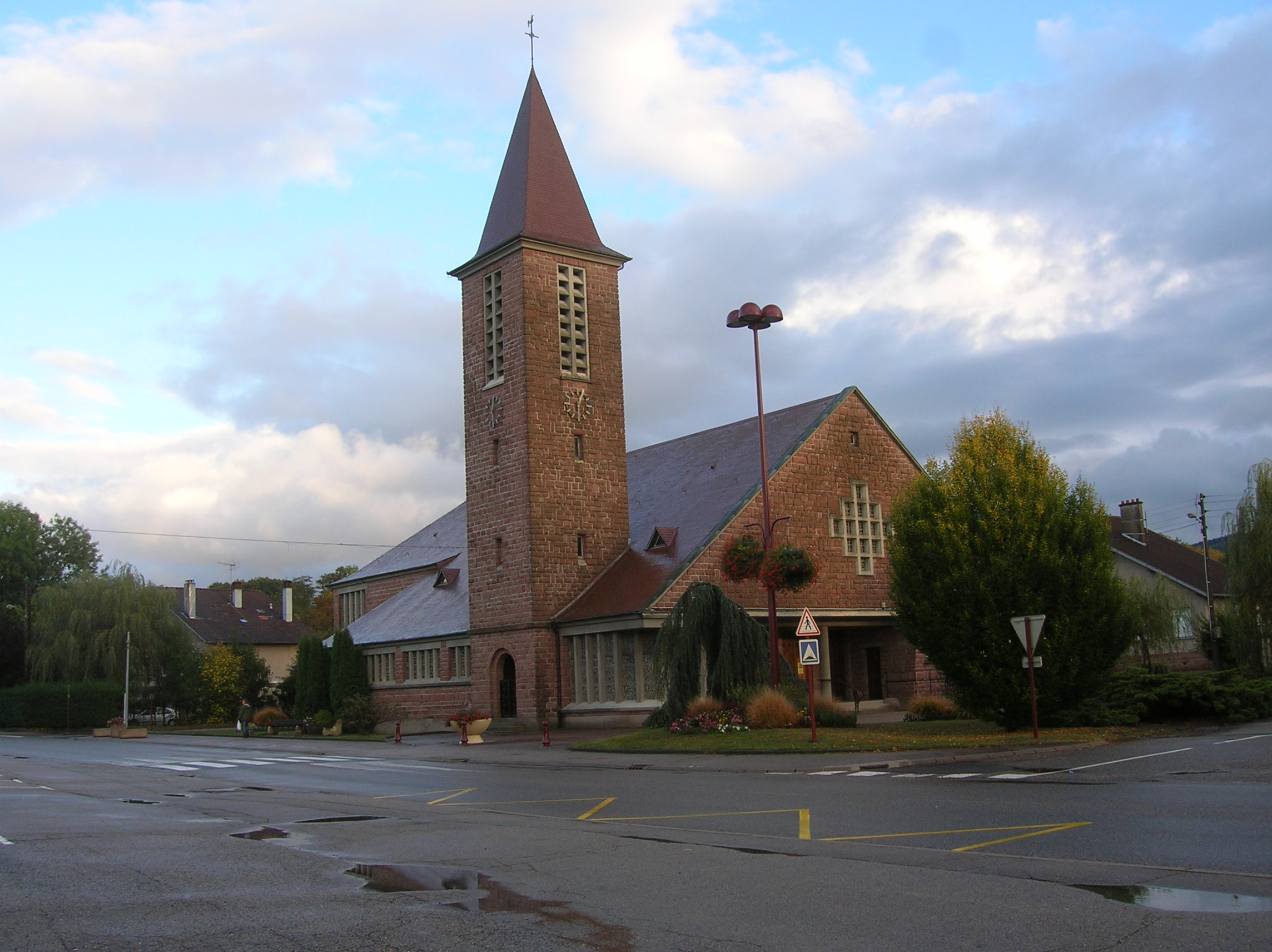
L'église paroissiale Saint-Jean-Baptiste.
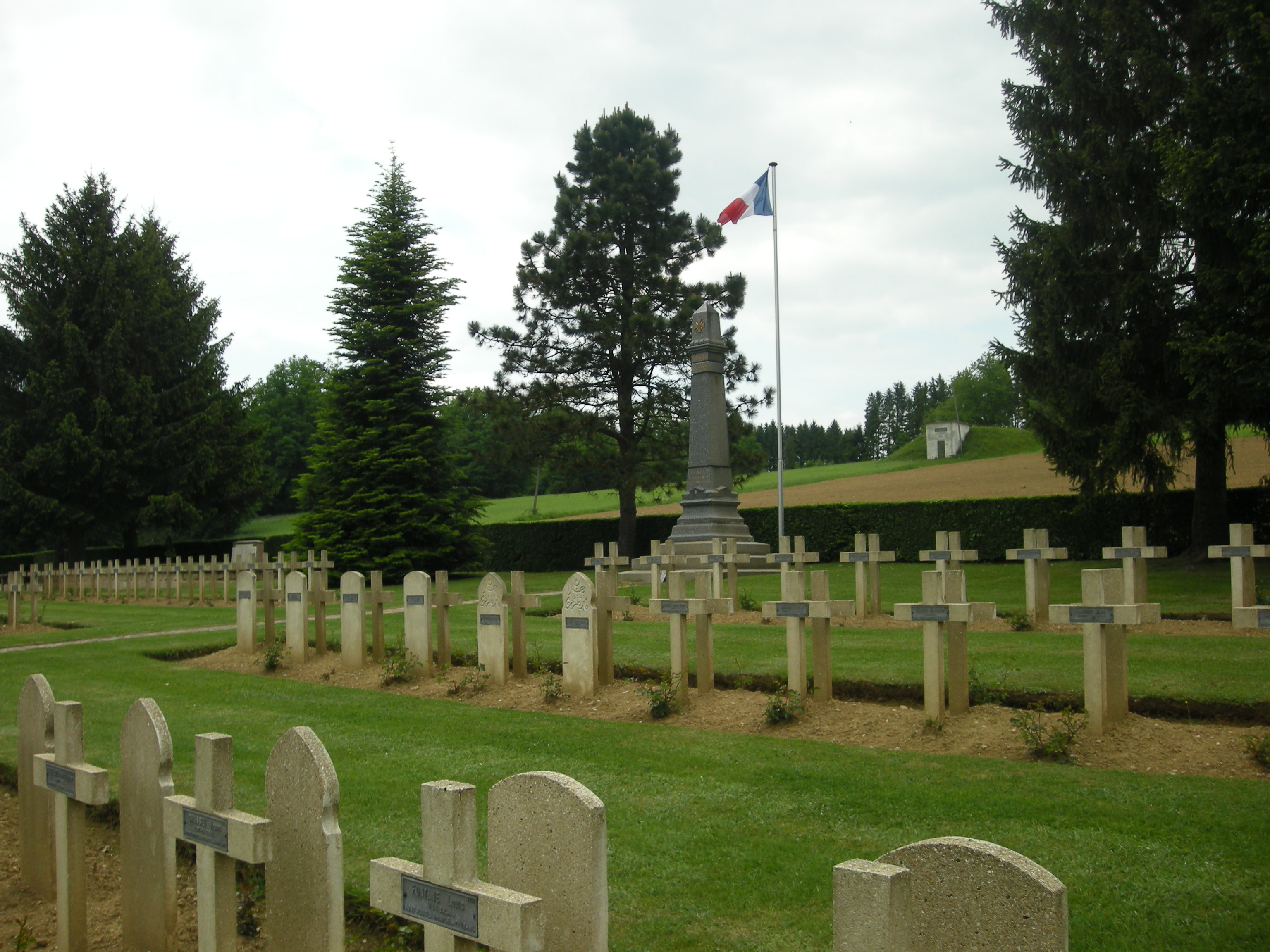
La nécropole nationale et le monument aux morts.
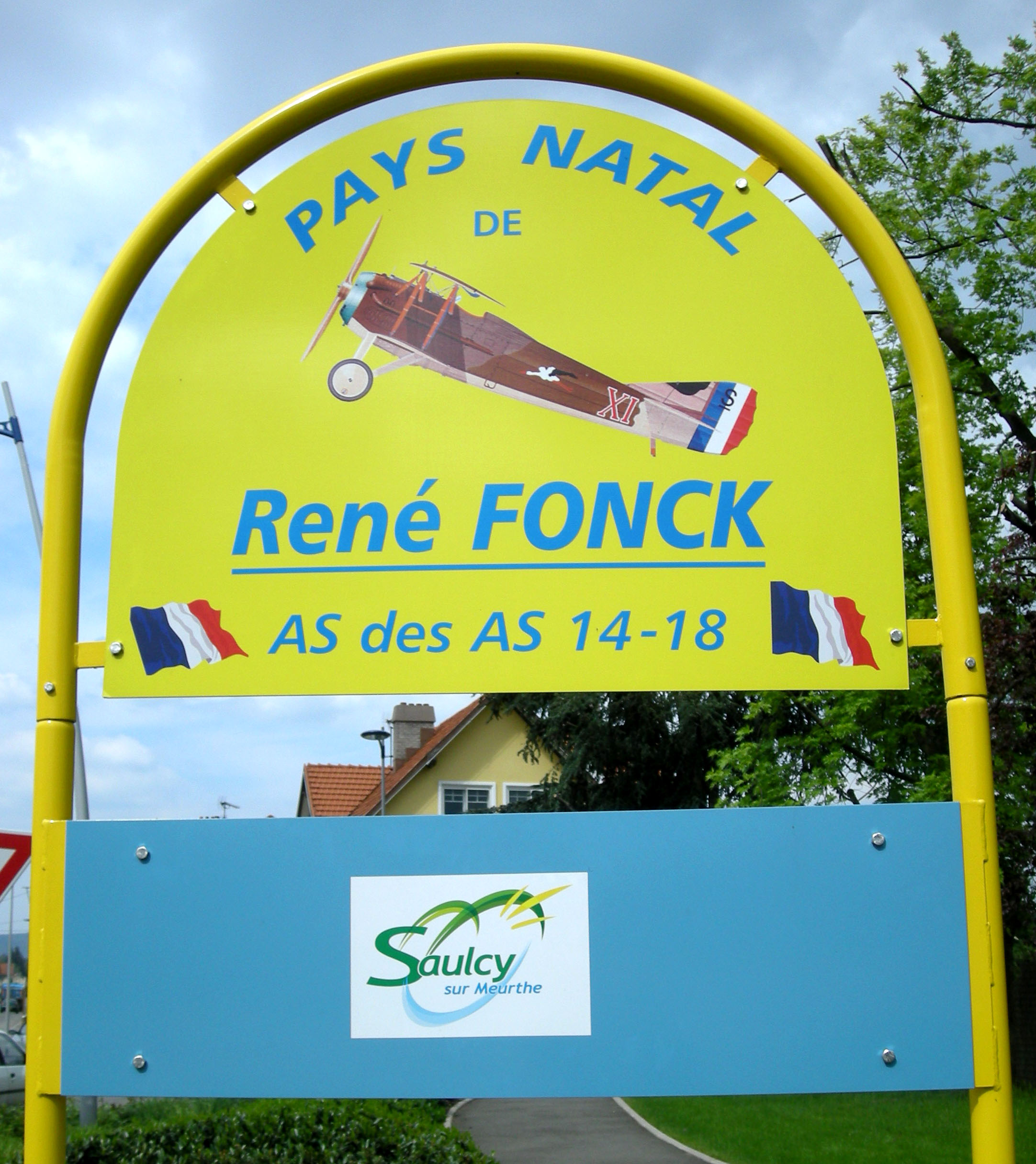
Le village natal de René Fonck.
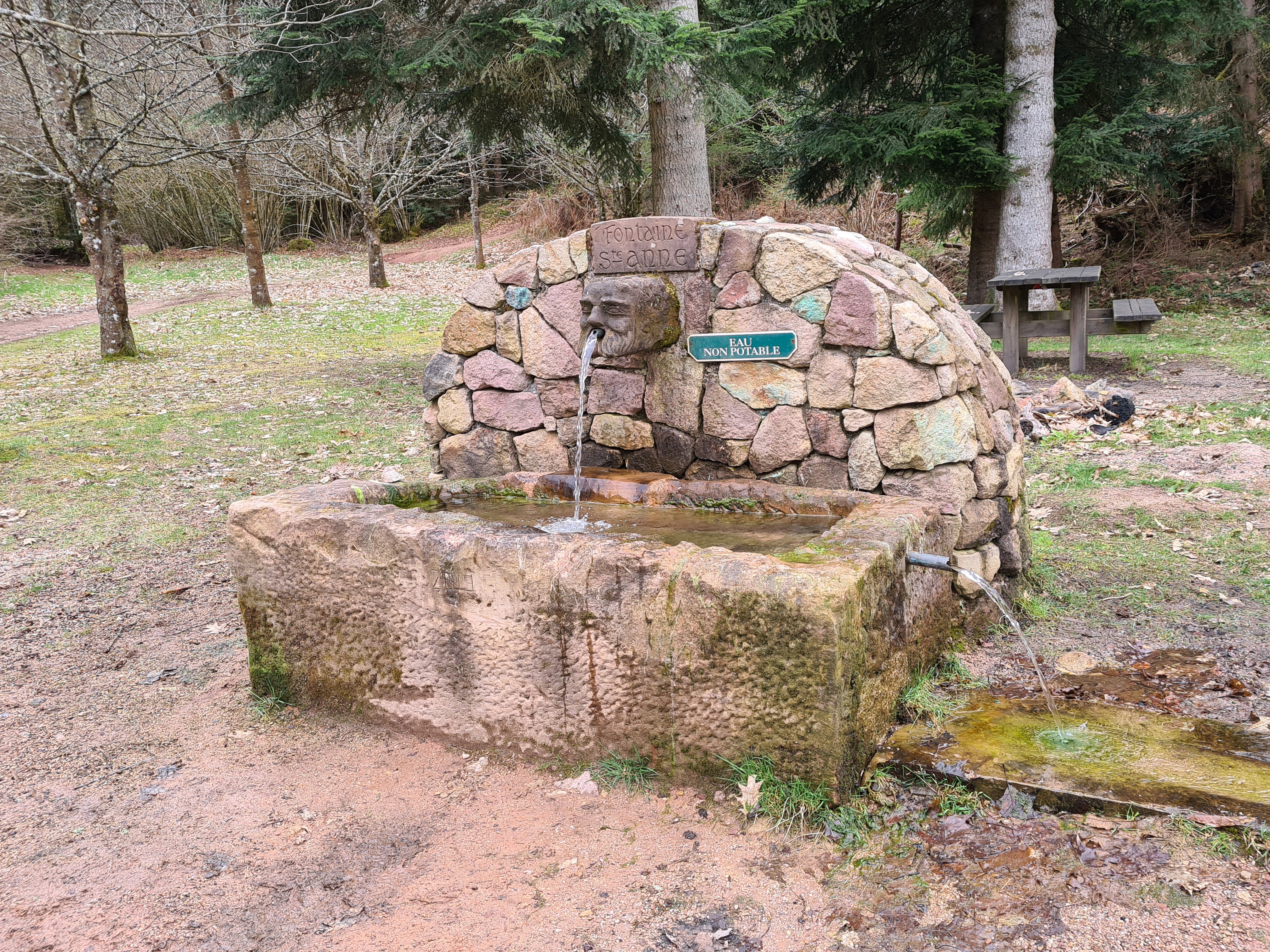
Fontaine Sainte-Anne.

#### Église
- L'église paroissiale Saint-Jean-Baptiste[105],[106], conçue par l'architecte François Boleslas de Jankowski (1889-1972)[107], nommé en 1945, par le Ministère de la Reconstruction et de l'Urbanisme, Architecte urbaniste des communes sinistrées de la Vallée de la Meurthe[108].

Vitraux de La façade d'entrée exécutés par l'atelier Gabriel Loire, qui réalise également les vitraux en dalles de verre des fonts baptismaux, de la nef et du chœur.
- Ancienne chapelle provisoire (modèle de construction provisoire], sise rue de la Planchette, aujourd’hui transformée en local technique[109].
- Monuments commémoratifs[110] :

Monument aux Morts.
Stèle commémorative Marcel Folmard, Résistant FFI.
Plaque commémorative érigée devant la Nécropole nationale rappelant le souvenir de 8 soldats américains du 411e régiment d'infanterie de l'armée américaine, morts le 22 novembre 1944 à Saulcy-sur-Meurthe et aujourd’hui inhumés au Cimetière américain d'Épinal.

#### Nécropole nationale
La nécropole nationale de Saulcy-sur-Meurthe est un cimetière militaire français situé un peu à l'extérieur de la localité, sur une hauteur, au milieu des sapins.
Les 2 565 corps, dont 1 174 réunis en deux ossuaires, proviennent des cimetières de guerre du col du Bonhomme, de la Schlucht, de Gérardmer, de Mandray, du Valtin ou de La Croix-aux-Mines. Ils ont été regroupés pendant et après la Première Guerre mondiale. Des aménagements ont été effectués dans les années 1930 et un monument aux morts y a été édifié par l'Union nationale des Combattants. Les tombes des soldats allemands sont regroupées dans le Carré allemand. À l'entrée de la nécropole, une plaque commémorative, apposée en octobre 1989, rend hommage à huit soldats américains tombés dans la région le 22 novembre 1944.
Comme c'est le cas pour les autres nécropoles nationales, les sépultures sont entretenues à perpétuité par l'État qui en assure la pérennité.
De 2004 à 2006, une recherche menée par de nombreux internautes a permis d'identifier l'Inconnu de Saulcy avec pour seul indice une alliance marquée « LC ED 7-2-14 ».

## Autres patrimoines
- Fontaine Sainte-Anne, le chalet St Hubert et la croix St Georges[116] et le chalet St Hubert.
- Patrimoine architectural rural recensé par le service de l'Inventaire général du patrimoine culturel : Maisons[117] et fermes [118],[119].
- La Croix Votive du XIIIe siècle qui a été déplacée. C'est le seul vestige de l'édifice antérieur.

### Personnalités liées à la commune
- Léonie de Bazelaire de Ruppierre (1857-1926), peintre et écrivain. Bien que née à Sainte-Marguerite, elle a vécu son enfance à Saulcy-sur-Meurthe, où son grand-père, grand propriétaire terrien, était maire.
- L'aviateur René Fonck (1894-1953), as des as français de la Première Guerre mondiale avec soixante-quinze victoires officielles, puis député des Vosges, a été inhumé dans le cimetière communal. Il avait pris l'habitude d'atterrir pendant la Grande Guerre avec son avion de reconnaissance sur un vaste pré devant la ferme de la "Poule qui boit" pour se restaurer et se reposer chez ses amis salixiens.

### Héraldique
| Blason de Saulcy-sur-Meurthe | Blason  | D'azur au saule arraché d'argent soutenu par une chaîne brisée en fasce du même et accompagné à dextre d'un écusson d'or à la bande de gueules chargée de trois alérions d'argent et à senestre d'un écusson d'argent chargé de trois écussons de gueules ordonnés 2 et 1. |
| Blason de Saulcy-sur-Meurthe | Détails | Le statut officiel du blason reste à déterminer. |

Le blason a été officialisé en 1954. Le saule arraché évoque le nom de la localité et la chaîne brisée symbolise la résistance dont a fait preuve la commune lors des deux guerres mondiales. L’écu de Lorraine et celui des Ribeaupierre, d’argent à trois écussons de gueules, sont les emblèmes des anciens seigneurs du lieu.